# Ducasse d'Ath
Vous lisez un « article de qualité » labellisé en 2010.
Pour les articles homonymes, voir Ducasse.
La Ducasse d'Ath est une fête populaire traditionnelle de la ville d'Ath, dans le Hainaut, en Belgique. Remontant au Moyen Âge, elle s’est enrichie au fil du temps, pour devenir une fête très appréciée qui dure plusieurs jours, caractérisée par la présence de géants processionnels, de chars décoratifs et de groupes historiques.
Depuis le XVe siècle, le phénomène des « géants » est bien présent en Europe occidentale dans les processions et cortèges, les carnavals ou les fêtes publiques en général. Le contexte politique, économique et culturel a changé mais les géants ont survécu là où la tradition s'est solidement enracinée dans les populations. Ce cortège qui, directement issu des processions, a conservé ses géants anciens, est animé par une population locale qui leur demeure extrêmement attachée. La ducasse est l'événement majeur de la vie festive régionale. Elle donne lieu a de nombreuses réjouissances et manifestations culturelles.
La ducasse d'Ath était inscrite de 2008 à 2022 sur la liste représentative du patrimoine culturel immatériel de l’humanité par l'Unesco, après sa proclamation en 2005, comme élément des Géants et dragons processionnels de Belgique et de France. Elle sera retirée de cette liste en 2022 à la suite de polémiques entourant le personnage du Sauvage.

## Histoire

### Traditions analogues en Europe
Les plus anciennes mentions connues de géants processionnels remontent au plus tôt, au XIIIe siècle au Portugal. À la fin du XIVe siècle, en 1398 exactement, les premières figurations gigantesques sont attestées à Anvers. Au XVe siècle, dans les Pays-Bas bourguignons, le phénomène s'affirme, et Goliath marche dans les processions aux côtés de Saint Christophe, d'un Hercule et d'un Samson ; le cheval Bayard est, quant à lui, chevauché par les quatre fils Aymon dans dix villes. La majeure partie de ces figurations sont religieuses, tels les récits bibliques du combat de David et Goliath ou des hauts faits de Samson. L'histoire du grand Bayard et Hercule, issu de la mythologie grecque, constituent les seuls éléments tout à fait profanes et s'intègrent habituellement dans une procession religieuse. Le but premier de ces histoires est sans doute l'éducation religieuse. La plupart illustrent des récits destinés à l'édification des fidèles. De même que le théâtre et l'art de l'époque ont une finalité didactique, de même les groupes figuratifs de la procession montrent clairement la représentation concrète, matérielle et vivante des scènes que le clergé et les notables veulent faire connaître à une population peu instruite et peu capable d'abstraction. Toutefois, les organisateurs ont voulu faire passer leur message en amusant le public : la représentation est également pittoresque et colorée. Ces jeux processionnels ont été repris et imités d'une ville à l'autre à la faveur des échanges commerciaux. Ainsi, le cheval Bayard d'Ath reprend à celui d'Audenarde la plupart de ses éléments. Toutefois, on n'explique pas le fait que certaines régions (Pays-Bas, Espagne, Autriche, Angleterre) semblent avoir été plus que d'autres les terres de prédilection des personnages gigantesques et pourquoi la tradition s'est maintenue de façon différente suivant les pays ou les régions.

### Contexte de l'apparition de la ducasse d'Ath
La ville d'Ath fut fondée vers 1160. Baudouin IV, dit le Bâtisseur, comte de Hainaut, achète une partie de la terre d’Ath à Gilles de Trazegnies, qui y avait quelques propriétés. Il y construit un donjon carré, la tour Burbant, afin de protéger le nord de son comté. Il existait une modeste église rurale, au lieu-dit « Viès-Ath », qui était dédiée à saint Julien et qui appartenait à l'abbaye de Liessies, située alors également dans le comté de Hainaut (elle se trouve aujourd'hui dans le nord de la France). Au XIVe siècle, la ville connaît une expansion considérable. Une seconde enceinte de rempart est construite et en 1393, commence l'édification de l'église Saint-Julien. La procession serait née avec l'expansion de la ville au XIVe siècle assurant un lien entre l'église du Vieux-Ath et l'agglomération nouvelle. Elle a lieu le quatrième dimanche d'août, à une date proche de la fête du saint patron, Julien de Brioude, honoré le 28. Les premiers géants apparaissent à la fin du XVe siècle. Tous enrichissent de leur présence le cortège qui mêle allègrement religieux et profane. Les personnages religieux servent, comme les mystères, à catéchiser une population largement analphabète. Les représentations profanes apportent de l'agrément à la procession et attirent les habitants des environs.

### Naissance de la ducasse d'Ath

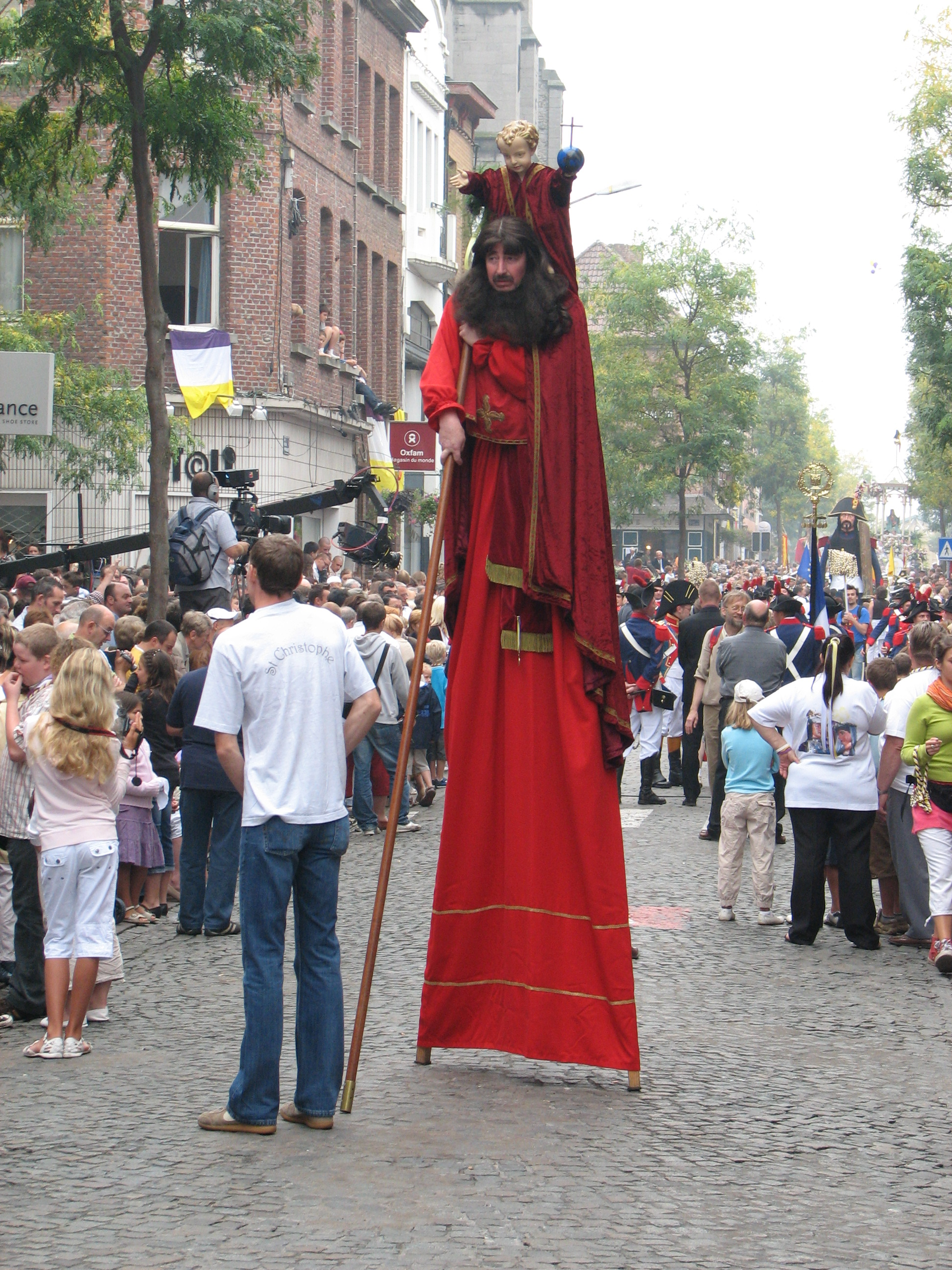
Le saint Christophe de Flobecq.

C'est en 1399 que se situe la première mention d'une procession. C'est à cette date en effet que l'on trouve, dans les comptes de la massarderie la mention du paiement d'un certain nombre de personnes pour faire passer les pèlerins, refaire la voirie ou enlever les ordures une fois les cérémonies terminées. Dans le deuxième quart du XVe siècle, des groupes figuratifs se montrent dans la vieille procession paroissiale de saint Julien. L'historien athois Emmanuel Fourdin situe cette émergence vers 1430. Le compte de 1431-1432 comprend, en effet, un paiement de quatre livres à des compagnons qui représentent la vie de plusieurs saints et martyrs. En 1462, le nombre des « histoires » s'est grandement multiplié : il faut 41 couples de chevaux pour tirer les chars sur lesquelles la plupart d'entre elles sont jouées. Mais l'événement de l'année est la naissance du « Grant Béart » et des quatre fils Aymon, créés pour « révérender ladite procession et la boine ville ». Le cheval est copié sur celui d'Audenarde où des envoyés sont allés s'initier à sa construction et à son maniement. Porté par une équipe de dix à douze hommes, suivant les années, le cheval athois est énorme. C'est une souscription publique rapportant plus de 39 livres tournois qui a permis de couvrir le coût de sa construction et de son équipement. La même année, il est fait mention d'un Saint Christophe.
Il est difficile d'imaginer l'ordonnance du cortège de cette époque. Il n'existe pas de document à ce propos avant le XVIIIe siècle. On y trouvait des scènes de l'Ancien et du Nouveau Testament, par exemple : le groupe des prophètes armés de la vierge blanche ou rouge et l'histoire de Daniel, la Nativité et la Passion du Christ, l'Annonciation, la Présentation au Temple, l'Histoire de la Madeleine, etc. Défilaient également les serments des archers, des arquebusiers et des bombardiers-couleuvriniers, qui deviendront plus tard les canonniers-arquebusiers.
1481 voit l'émergence historique de Goliath. Le choix de héros bibliques, tels que Goliath ou Samson, qu'il n'est même pas nécessaire de gigantifier puisqu'ils sont déjà gigantesques dans les Saintes Écritures, est quasi général, en effet, dans les Dix-Sept Provinces, au XVe siècle. Treize des quinze plus vieux géants des anciens Pays-Bas, créés à cette époque, sont des Goliath.
| Première mention du géant d'Ath, Goliath, 1481. | « Item pour havoir nettoyet visité et refait pluisseurs coses à Golias 6 s. Item pour avoir fait plusieurs verges de vermillon lesquelles verges serviront à conduire la procession 4 s. Item pour avoir point les personnages le jour de ladite procession l0 s. » |

### DuXVIeauXIXesiècle

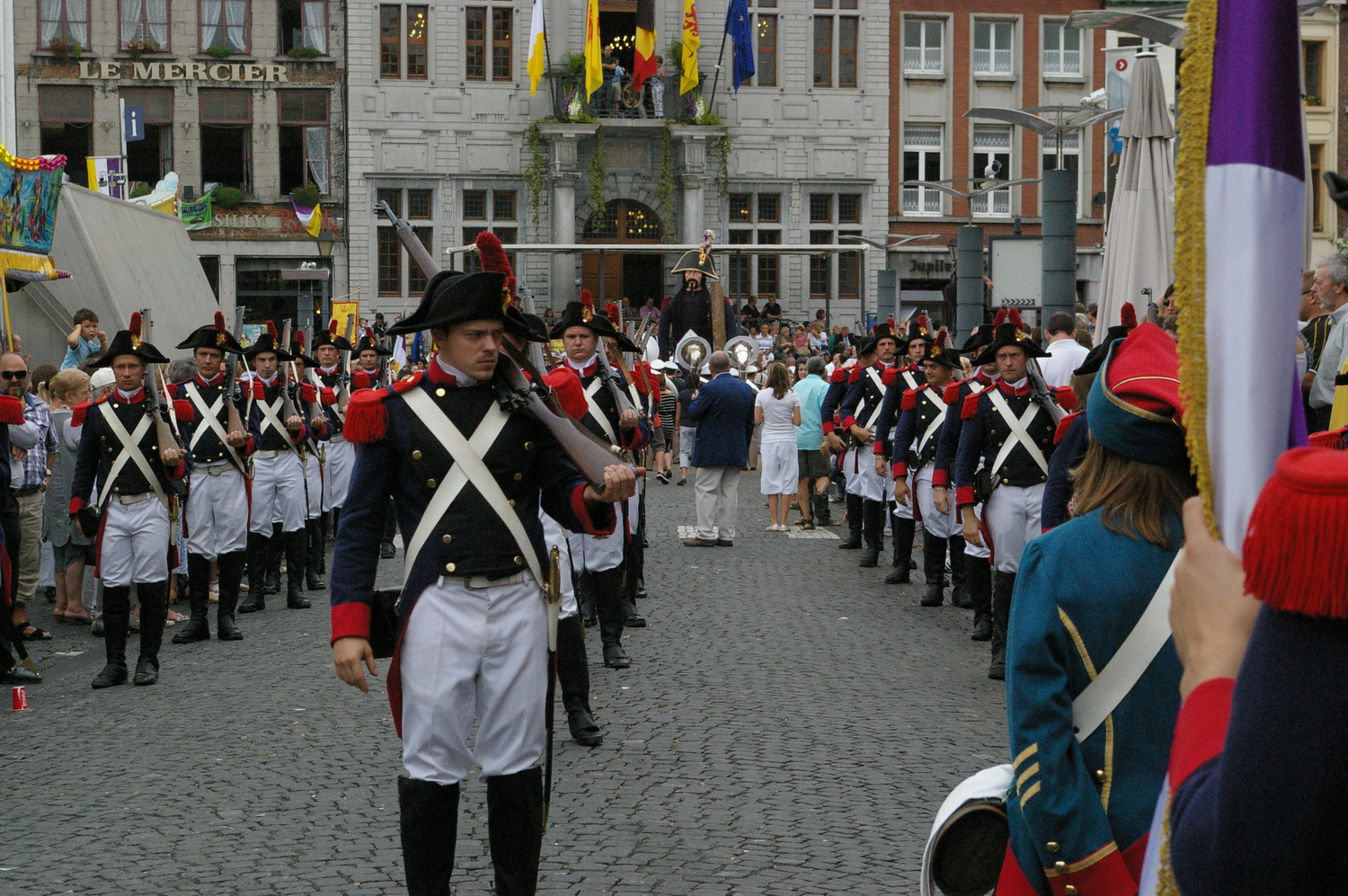
La compagnie des « Bleus », 2010.

Il n'est pas possible, en l'état actuel des connaissances, de se faire une idée de ce que cette procession est devenue aux XVIe et XVIIe siècles. Fourdin affirme qu'elle prit de plus en plus d'ampleur entre 1450 et 1550 mais qu'elle déclina, au cours de la seconde moitié du XVIe siècle, aussi rapidement qu'elle avait prospéré. La première de ces affirmations ne s'appuie sur aucun argument. La seconde, en revanche, est fondée sur l'état désastreux des finances communales, totalement ruinées par les innombrables subsides, taxes et réquisitions, sur les guerres, sur la peste, enfin, qui sévit presque sans discontinuer de 1578 à 1599. En effet, le cortège était alors financé par la commune, la paroisse et les confréries. Cependant, en 1589 on dépense 136 livres pour un somptueux banquet qui réunit la comtesse de Beaurieu, accompagnée de monseigneur le baron Charles Ier de Trazegnies, les sieurs Dandelot et d'Ayseau « estant venus veoir jouer les histoires le jour de la procession en la maison eschevinalle, où survinrent pareillement monseigneur le comte d'Egmont avec Madame, le seigneur de Marchenelle et plusieurs gentilzhommes de leur suytte ». La procession avait donc toujours un certain faste. En 1647, le magistrat accorde cent livres aux arbalétriers « à l'advancement de leur Gholiat qu'ils prétendent faire neuf, eu esgard que ycelui sert d'ornement à la procession ». Il est, en outre, probable que le char de l’Église triomphante, inspiré par la Contre-Réforme, date de cette époque.
Il n'est pas impossible qu'un géant Samson ait participé à la procession, peut-être dès le XVe siècle, mais sans aucune preuve formelle. Samson fut introduit dans le cortège de la ducasse d'Ath en 1679 comme géant de la confrérie des canonniers. Dans les comptes de la massarderie de cette année on peut lire :
« 
Aux confrères de Sainte-Marguerite canoniers se donne annuellement par gratification à eux accordée à suitte de résolution du conseil pour l'année 1679 en juillet 1091. À eux pour faire le Samson en posture à esté payé 38 l. 8 s  »

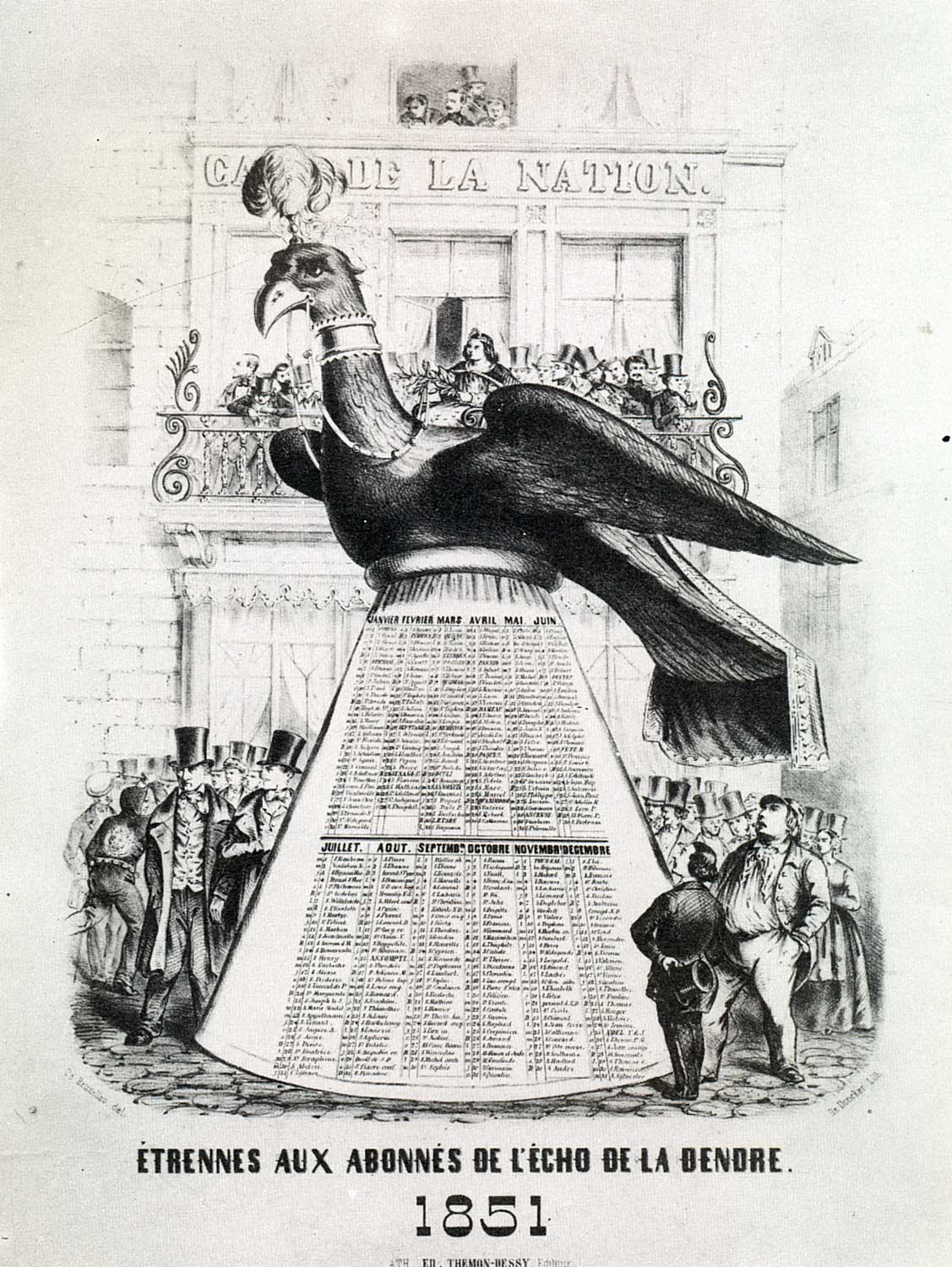
L'aigle monocéphale de 1851.

En 1698, Ath redevient espagnole. Le Conseil de Ville se demande « si on fera quelque chose pour démonstration de joije » à la dédicace ; il décide « d'en agir comme Messieurs trouveront convenir ». Dans une copie du compte pour l'an 1700 de la confrérie des tailleurs de saint Maur, figure la plus ancienne mention de l'Aigle connue à ce jour. Un mandelier et un certain De Peste y reçoivent un salaire de cinq livres deux sous « pour avoir raccommodé l'aigle pour la procession ». L'aigle ainsi restauré accuse donc déjà quelques années et ce document permet de faire reculer sa création avant la fin du XVIIe siècle. Le compte mentionne aussi la rémunération des porteurs du géant et du « tamboureur quy l'at accompagné à la procession ». Comme à Douai de nos jours encore, les géants athois n'étaient sans doute alors escortés que par un tamboureur et que les pas de danse qu'ils exécutaient n'étaient soutenus que par le seul roulement du tambour.

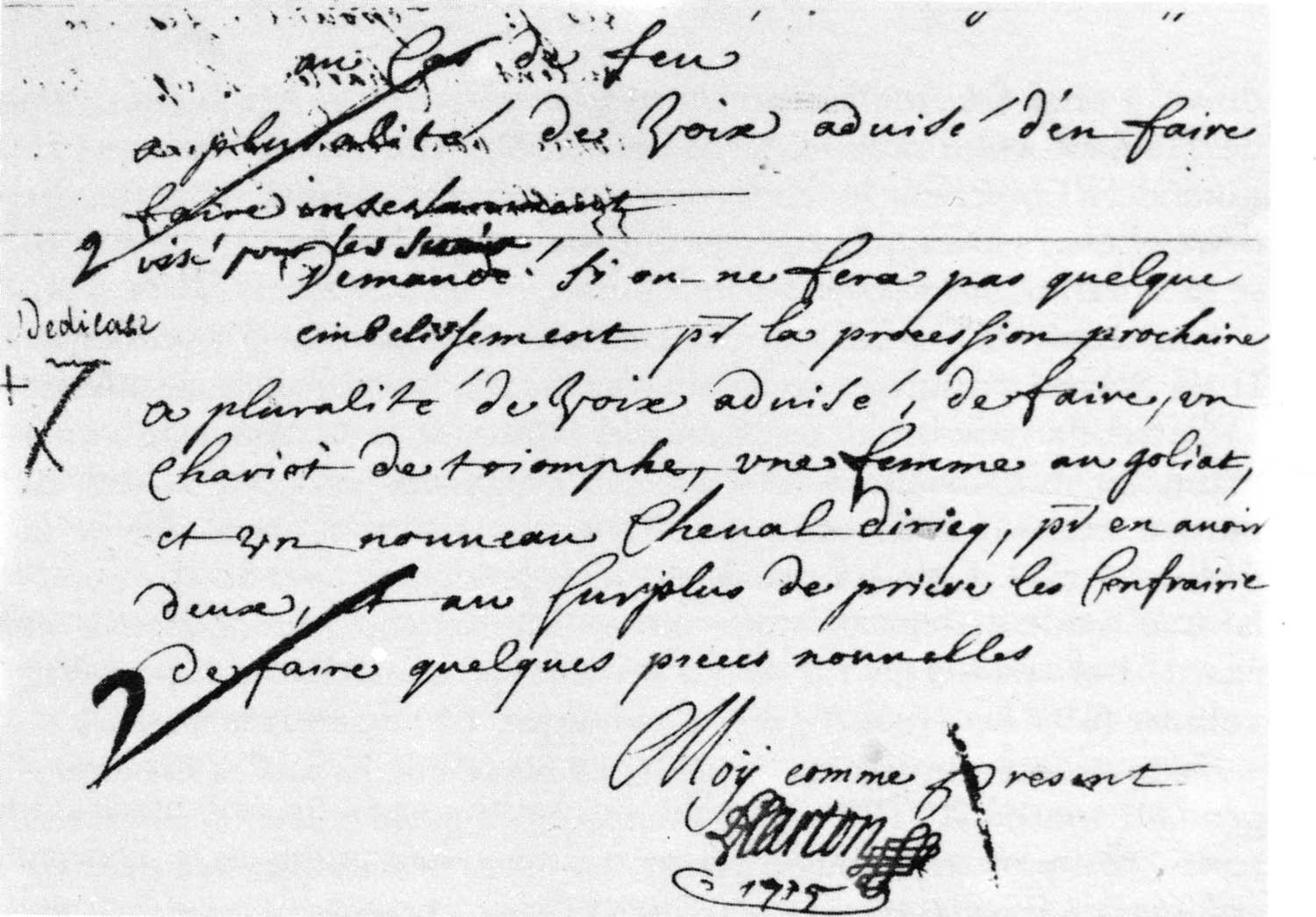
Résolution du Conseil de Ville, 3 juillet 1715.

La procession a-t-elle disparu quelques années, pendant la guerre de Succession d'Espagne ? Lorsque les Français, de 1701 à 1706, puis une garnison hollandaise installée par les Alliés, occupent la ville, on ne trouve que quelques résolutions relatives à la comédie que représentent les élèves du collège. Mais, en 1713, le Conseil conclut de faire marcher Goliath et « le mettre en estat luy faisant une juppe de même que le cheval Diricq ». Pour la première fois depuis quinze ans, il est à nouveau question de la procession de la dédicace. Ainsi restaurée, elle sera embellie l'année suivante et, surtout, en 1715, par la construction d'un char de triomphe, d'une femme à Goliath, et l'ajout d'un deuxième cheval Diricq. Cette même année, on célèbre le 300e anniversaire de la dédicace de l'église Saint-Julien. Désormais, Goliath se mariera chaque année la veille de la ducasse, avant que se dispute le « jeu parti » qui l'oppose à David. On notera, à ce sujet, que, si l'on sait que les solennités de la fête débutent « le nuict de le procession a vespres » dès 1478, on ignore, en revanche, quand le jeu parti a été reporté de la procession du dimanche au samedi après-midi.
Jusqu'à la guerre de Succession d'Autriche, soit jusqu'en 1743, les « postures » et les chars sortiront à l'accoutumée, le Magistrat veillera sur le matériel en bon père de famille. En 1749, les Français laissent la ville en piteux état, mais le Conseil décide unanimement de « faire tout comme il se faisoit avant la dernière guerre ». On restaure Goliath.
Le 11 février 1786, un édit impérial de Joseph II d'Autriche, l'Édit des kermesses, dispose que toutes les kermesses et ducasses dans l'ensemble du pays devaient se dérouler le même jour, le deuxième dimanche après Pâques, soit le 30 avril. Défense expresse d'y permettre aucun objet profane ; les cérémonies et démonstrations en usage la veille de la kermesse sont abolies. Le 15 mai, le gouvernement enjoint au Magistrat de vendre les décorations qu'il pourrait avoir conservées en vue de la célébration de la ducasse. La vente n'a cependant pas lieu et, les États de Hainaut ayant annulé, le 12 août 1790, l'édit de 1786 révoqué au nom de l'Empereur le 12 février, les deux géants restaurés, les deux chevaux Diricq équipés à neuf sortent dès la même année. Il se montreront jusqu'en 1793 inclus.
Les Jacobins mirent le feu à ces symboles de l'ancien régime le 28 août 1794. Le 5 fructidor an II, la Société populaire de la ville envoie à la municipalité une adresse « à l'effet de faire brûler les anciennes figures de la ducasse ». Le lendemain, le commissaire civil du département de Jemmapes défend au bureau municipal de continuer les « arlequinades et momeries de la dédicace ». Celui-ci abandonne « à la prudence » de la Société populaire le mode de leur anéantissement. Il lui assigne plein pouvoir à cet égard. Les postures lui seront délivrées pour qu'elle en dispose à sa volonté. Le 11, les figures gigantesques flambent sur le marché.

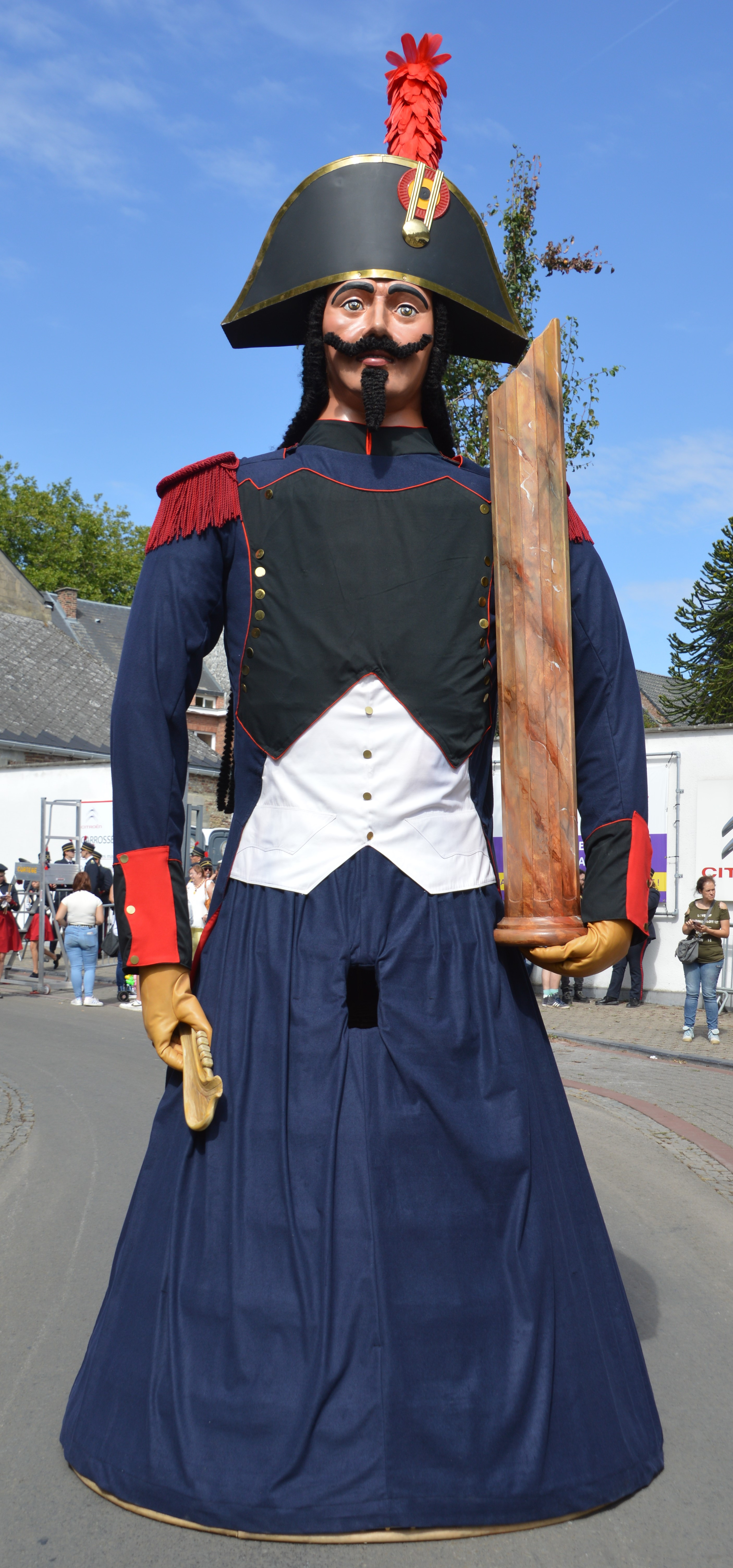
Le géant Samson - Ducasse d'Ath 2022

### DuXIXesiècleà nos jours
Il faut attendre 1804 pour que la procession reprenne vie et 1806-1807 pour que les géants renaissent sous les doigts du sculpteur Emmanuel Florent : L'Aigle, Samson, Goliath, sa femme et Tirant. En principe, les confréries sont abolies. Mais on retrouve différents corps de métiers accompagnés de leur protecteur ou de leur emblème. L'Aigle ainsi que Goliath et sa femme sont autonomes. Il n'est plus question des arbalétriers, ni des tailleurs. En revanche, Tirant est accompagné des archers et Samson des canonniers. Comme dans l'ancienne procession, les autorités civiles ou religieuses, les sociétés, les chars et les groupes religieux font également partie du défilé.
La première modification provient des circulaires hollandaises de 1819 :
«  aucun vêtement extraordinaire, aucune bigarrure, ni aucune représentation inconvenante, qui causent souvent des désordres et du scandale et qui toujours détruisent plus ou moins le respect que le peuple doit porter à ces actes religieux. »
Les géants sont exclus de la procession. La sortie du 4e dimanche d'août devient un cortège exclusivement laïc qui sera bien vite menacé de disparition. La bourgeoisie rationaliste ne comprend pas l'intérêt des fêtes folkloriques. Seul l'intérêt touristique et commercial justifie le maintien des dépenses communales pour la ducasse. Mais dès cette époque, les organisateurs recherchent l'insolite ou le spectaculaire. En 1820, le char de Jacob est tiré par quarante enfants en costume égyptien. On représente des scènes inspirées de l'opéra comique Lodoïska de Cherubini. On y voit également un pacha avec son état-major. Le « char des Belles » est entouré de haies de barbares. En 1823, un char est tiré par 60 petits mamelouks de six ans portant la moustache.

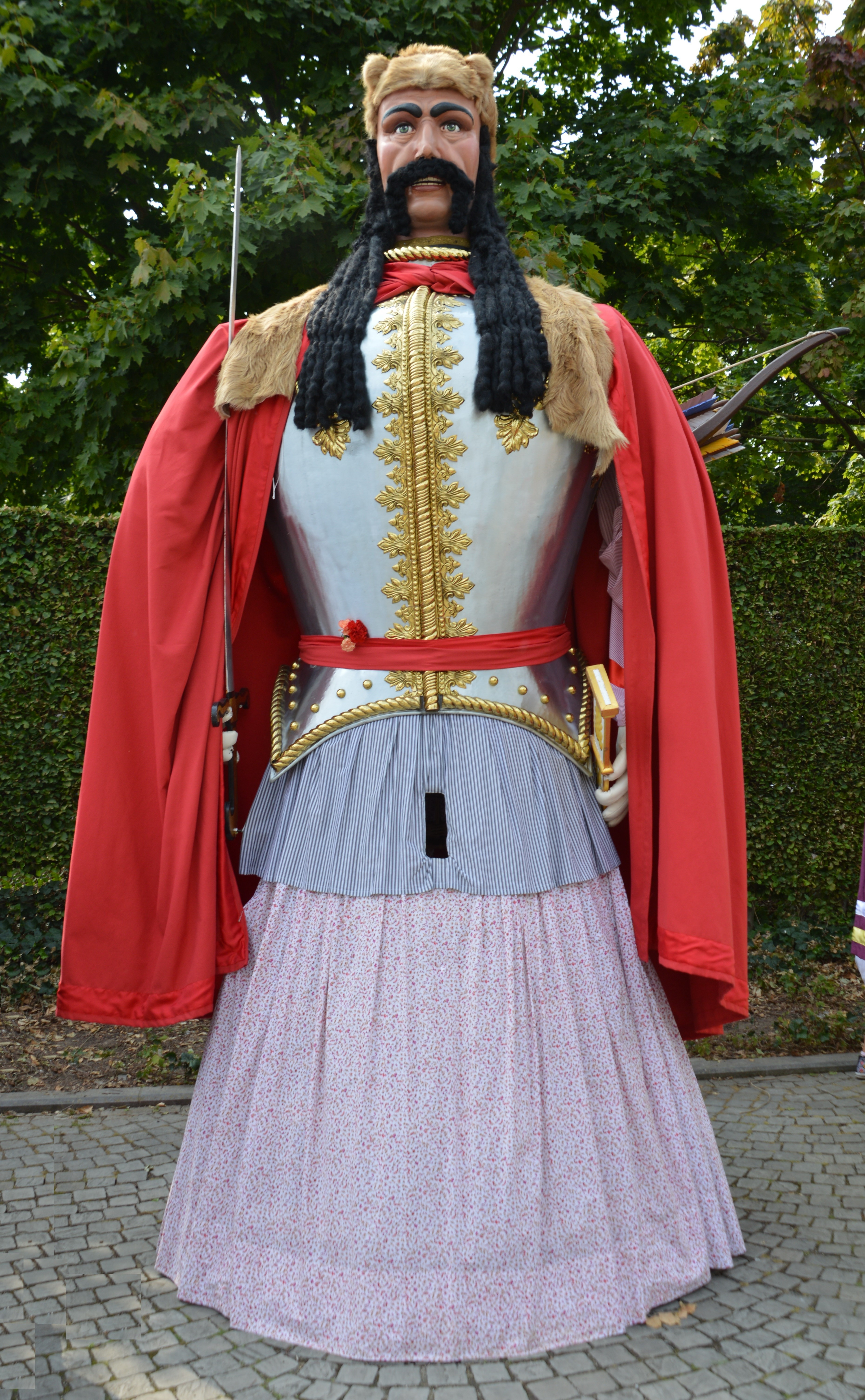
Le géant Ambiorix - Ducasse d'Ath 2017

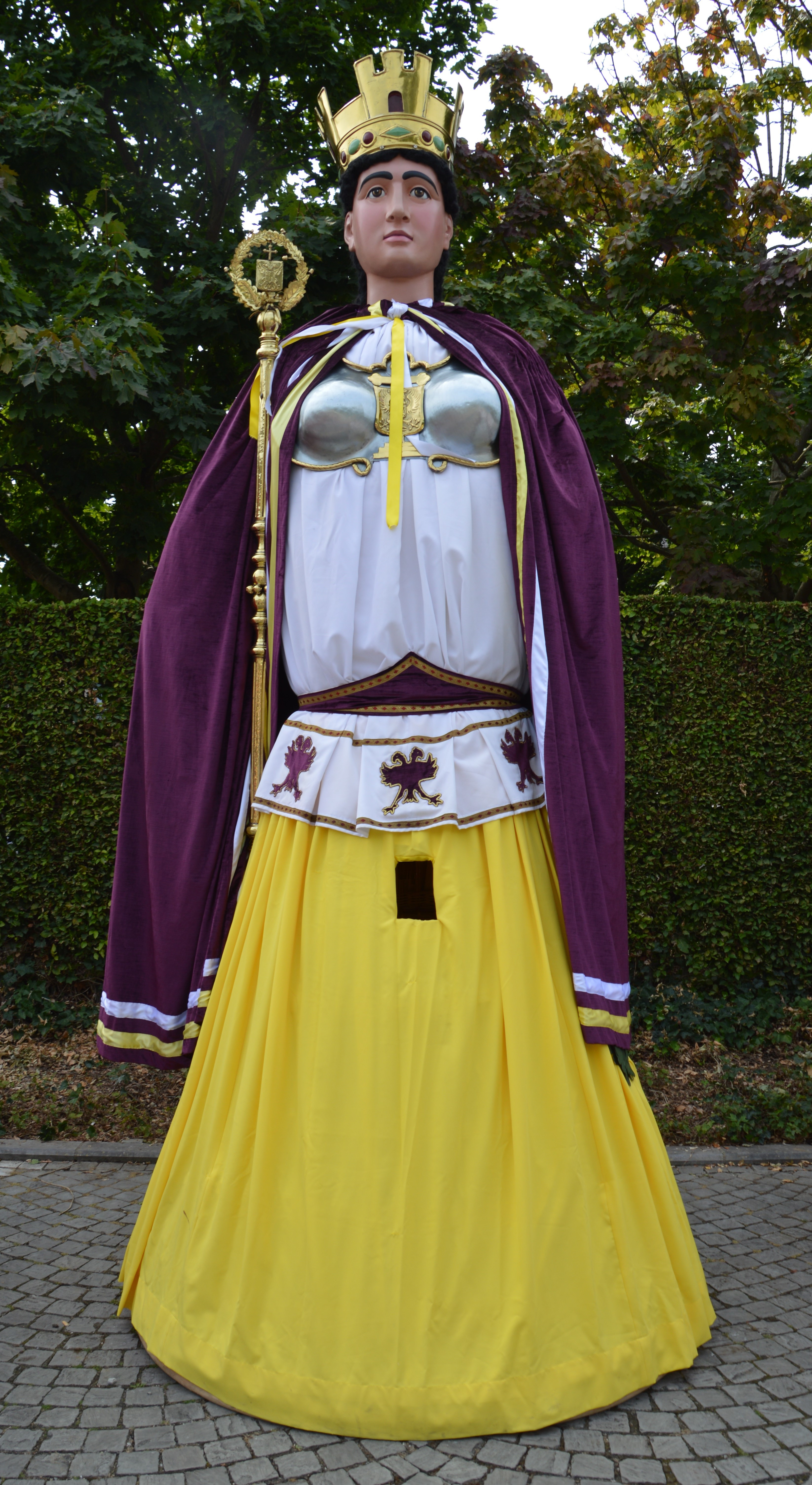
La géante Mademoiselle Victoire - Ducasse d'Ath 2017

À partir de 1840, la situation économique et sociale de la ville d'Ath se dégrade de plus en plus avec la crise de l'industrie du lin. Dès 1846, les autorités communales font état de 4 000 pauvres sur une population totale de 8 500 habitants. La mildiou de la pomme de terre aggrave la situation. Elle est suivie des effets de la crise de 1848 et du choléra de 1849. Les ressources de la ville diminuent en même temps que les dépenses augmentent. Aussi l'aspect du cortège laisse-t-il à désirer. Mais il reste populaire.
1850 marque un tournant important. Les transformations sont considérables, elles tendent à faire du cortège un spectacle qui va attirer le public. Des Indiens, des Écossais, l'Empereur de Chine avec ses mandarins et les mamelouks apportent une note exotique. Un large appel est lancé aux sociétés de fantaisie et aux fanfares de la région. Le chauvinisme local s'exprime par la création du char de la ville qui transporte les célébrités de la cité. On restaure quelques groupes religieux : Saint Jean-Baptiste, la Fuite en Égypte ou le char de l'Église triomphante. Les chevaux Diricq disparaissent. Les géants sont remis à neuf et restent évidemment en place mais Tirant change de nom. Il devient « Ambiorix ». Cette transformation procède du mouvement historiciste présent également dans l'art qui prétend enseigner au peuple belge indépendant depuis 1830 que son pays a des racines historiques glorieuses dont il peut être fier et dont il est le continuateur. Ambiorix exprime les préoccupations d'une bourgeoisie nationaliste qui veut donner des fondements historiques à son pays. Dans le même ordre d'idées, l'Aigle monocéphale (l'aigle de saint Jean) va devenir bicéphale pour mieux coller aux armoiries de la ville. En 1854, lors de la visite royale, un cortège exceptionnel défilera devant la famille du souverain le mercredi 13 septembre. C'est à cette occasion que l'Aigle exhibera pour la première fois ses deux têtes. Celles-ci ont été sculptées dans l'atelier de l'ébéniste Emmanuel Cambier.
Quelques années plus tard, Mlle Victoire apparaît dans le cortège. En fait, il est attesté un géant Victoire en 1793, à l'initiative du bourgmestre de l'époque, pour célébrer une victoire des Autrichiens sur les Français. Mais son existence fut éphémère. Elle ne participa qu'à une seule ducasse avant d'être détruite en 1794 avec les autres géants. Elle fut donc recréée en 1860, sous le nom « La Ville d'Ath » avant de (re)devenir Mlle Victoire. La tête est l'œuvre d'Ernest Ouverleaux, d'après un dessin d'Henri Hanneton, directeur de l'Académie de dessin d'Ath.

### Récupération politique

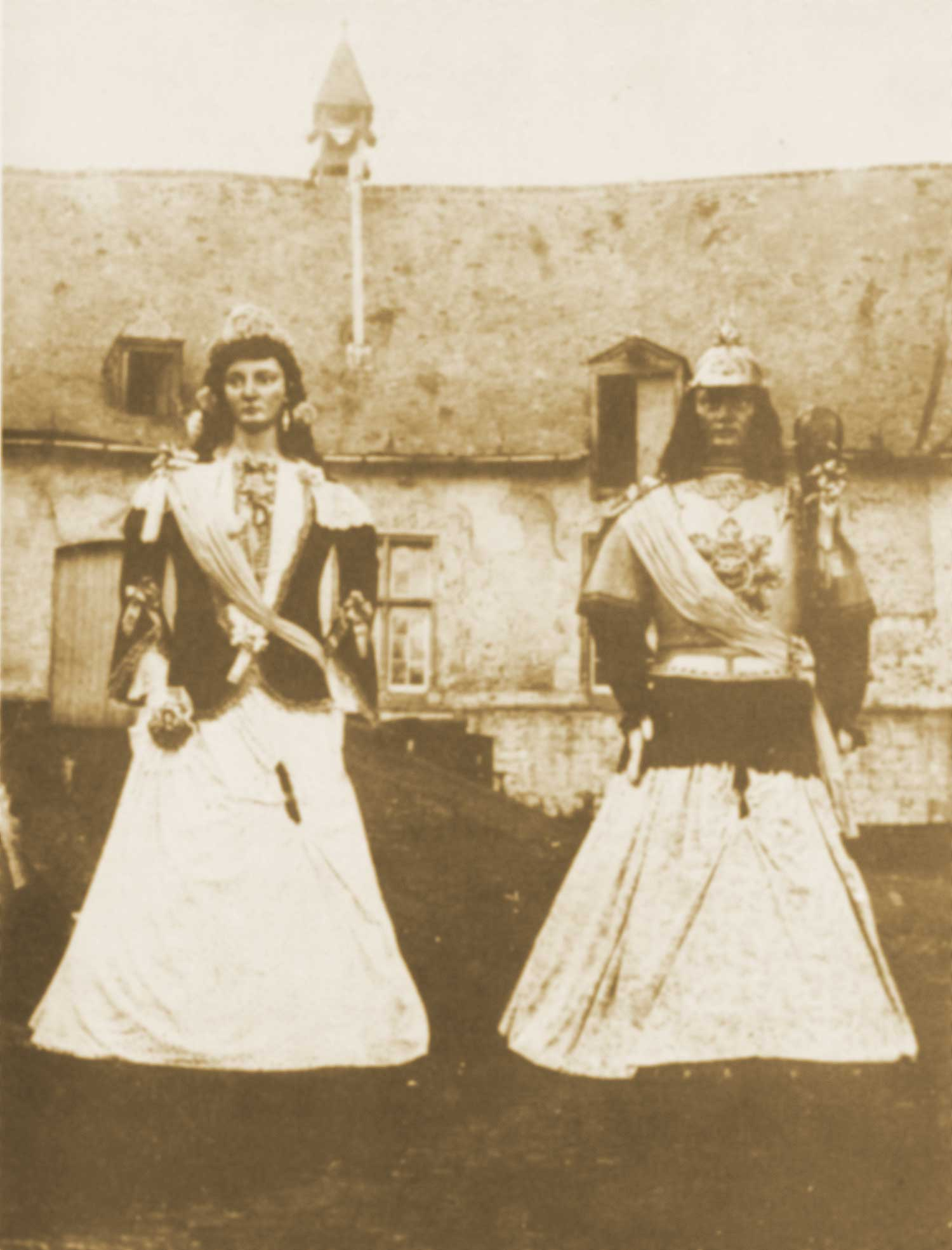
M. et Mme Goliath, le 18 novembre 1895.

À plusieurs reprises, les géants d'Ath seront impliqués dans la politique locale, ce qui prouve leur intégration à la vie de la cité.
En 1884, Monsieur et madame Goliath avaient été habillés de bleu pour le cortège de ducasse. Ath sera libérale jusqu'en 1902. Les épaulières et la ceinture du guerrier seront aux couleurs « chères au plus grand nombre de ses concitoyens ». Il en est de même pour le ruban du corsage, le bord de la jaquette et des manches de son épouse. Le 18 novembre 1895, Monsieur et madame Goliath font une sortie exceptionnelle. Les deux géants portent une écharpe bleue et des cocardes aux mêmes couleurs. La tête de la géante est ceinte d'une couronne de bleuets et elle tient en main un bouquet des mêmes fleurs. Ils accompagnent le défilé organisé à l'occasion du « triomphe » électoral des libéraux du 17 novembre. Deux photos commémorent cet événement. Le 21 octobre 1907, ils sont enguirlandés et décorés de rouge mais toujours vêtus de bleu pour participer au cortège qui célèbre la victoire du cartel libéral-socialiste aux élections communales de la veille. Aux élections communales de 1932, les socialistes conquièrent la majorité absolue. Le 15 janvier 1933, ils célèbrent la victoire par un défilé en ville avec la participation des deux « postures ». Le cortège aboutit à la Maison du Peuple où David combat Goliath. À cette occasion, la garde-robe du couple a été renouvelée dans la couleur favorite des socialistes.
Les géants d'Ath ont d'abord été utilisés à des fins d'éducation civique conformes aux idées du XIXe siècle (nationalisme et culte de la cité). Ils ont ensuite été mobilisés au service des partis politiques dominants dans la ville. Les libéraux et les socialistes, maîtres de l'hôtel de ville, ont associé les deux géants les plus populaires à leurs victoires électorales. Ils ont aussi modifié les couleurs de leurs vêtements en vue de refléter l'idéologie politique dominante.

### Les deux guerres mondiales

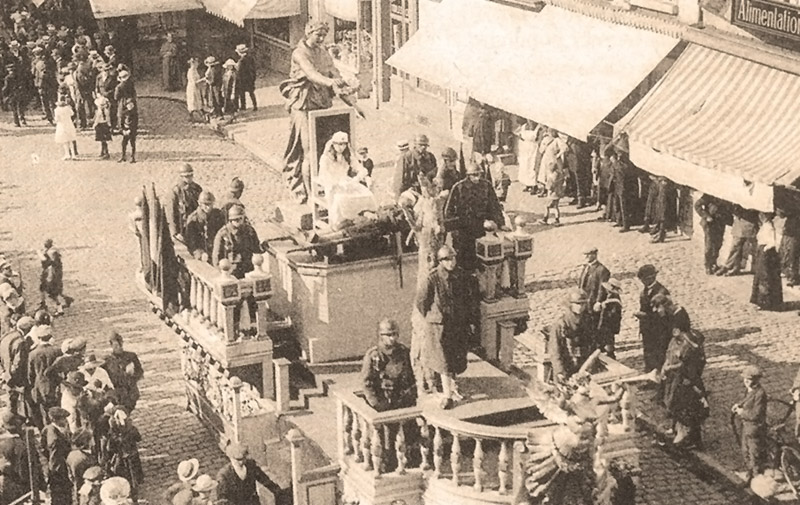
Le char de l'Apothéose en 1919.

Les Allemands entrent en ville le vendredi 21 août 1914. C'est la veille de la ducasse. Toutes les festivités sont annulées. À la fin du conflit, le cortège de la ducasse 1919 est remanié pour célébrer la victoire et sortira deux fois. Les programmes annoncent plus de 1 500 participants. Des groupes historiques (corporations et métiers, Éburons, la révolution de 1830, les villes martyres, les soldats de l'Yser) défileront autour des géants. Le char d'Albert et Isabelle est transformé en char de l'Apothéose montrant Albert, le Roi chevalier, et Élisabeth, la Reine infirmière, entourés de poilus en uniforme. Tous les géants s'intègrent dans cette grande mise en scène. Ambiorix voit sa vocation historique renforcée par une compagnie de guerriers éburons, suivie de toute la tribu. Un char traîné par des bœufs transporte les vieillards et les enfants. Samson est costumé en homme d'armes du XVe siècle et porte le casque en cuivre. Il est suivi des arquebusiers ainsi que des canonniers avec leur pièce. L'Aigle est accompagné des métiers et corporations qui rappellent l'histoire de la ville. Mademoiselle Victoire devient tout simplement la Victoire précédée d'un groupe de dames à cheval portant les palmes de la victoire et suivie d'un groupe évoquant les victoires belges. Seuls Goliath et sa femme ne sont pas mis au service des innovations historiques et patriotiques
La mobilisation générale est décrétée le 26 août 1939, le samedi de la ducasse. Pendant la deuxième guerre, pour compenser la disparition des cérémonies publiques, un petit cortège a défilé à l'Athénée royal en 1941. La même année, le 25 juillet, pour un cortège à l'Oflag II A, à Prenzlau, des prisonniers de guerre athois ont consacré tous leurs loisirs pendant des semaines à construire, au moyen de matériaux de fortune — cartonnages, papiers d'emballage, boîtes à conserve, etc. — les deux « postures » favorites : Goliath et sa femme qu'accompagnaient comme il se doit le petit David, Magnon le diable et trois tambours.
La ville est libérée le 3 septembre 1944. Depuis cette date, chaque année, la « grosse cloche » sonne pour commémorer l'événement. Le 8, à 15 h, on célèbre le mariage de Goliath à Saint-Julien devant une foule considérable. Une partie du cortège parcourt la ville. Goliath, Mme Goliath et l'Aigle participent à la fête. Cette année-là, le rôle du berger David est exceptionnellement et probablement pour la seule fois, tenu par une fille : Liliose Monnier.

### Après 1945
En 1946, le cortège est reporté d'une semaine à cause d'une tempête. En 1948, le cheval Bayard réapparaît. Comme au Moyen Âge, c'est une souscription qui finance sa résurrection par René Sansen.

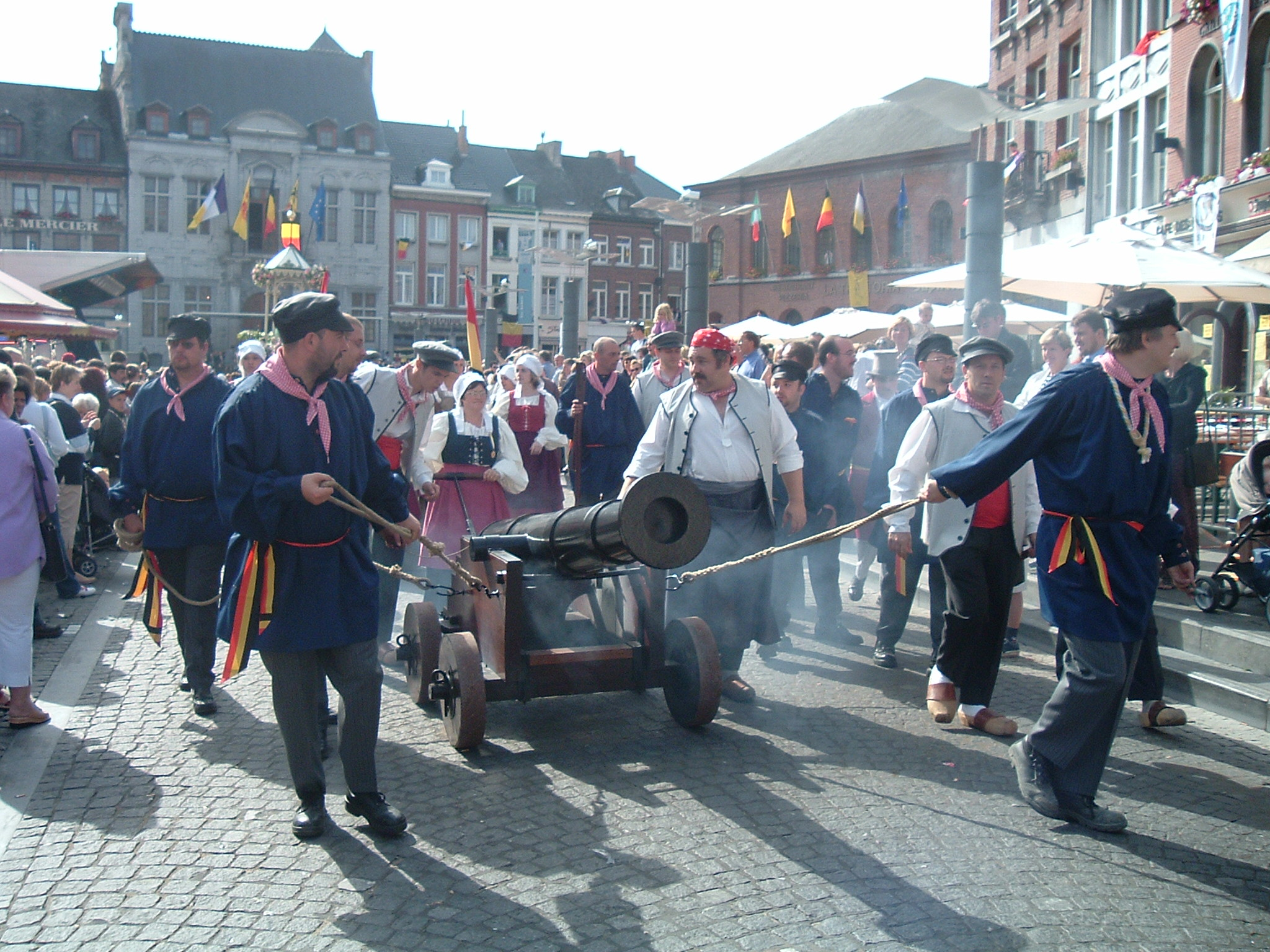
Le Canon du Mont Sarah en 2004

Une crise grave survient dans les années 1960. À cette époque, le cortège ne semble plus attirer l'attention des Athois et est très délaissé. Les figurants sont devenus difficiles à trouver et les attelages manquent cruellement (en 1966, le char de la navigation ne sort pas du hangar, faute de chevaux pour le tracter). On voit même des tracteurs agricoles les remplacer. C'est pourquoi, en 1971, sous l'initiative du Cercle d'histoire et d'archéologie d'Ath, un Comité de rénovation du cortège est créé. Celui-ci veillera désormais à la bonne organisation des festivités en se chargeant exclusivement de la figuration et de ses accessoires. L'engouement est général au point qu'il y a trop de figurants. En 1975, René Sansen crée donc le groupe du Canon du Mont Sarah pour évoquer la participation des Athois à la révolution belge de 1830. Saint Christophe réintègre le cortège en 1976 et les chevaux Diricq en 1981. Le premier « brûlage des maronnes » de Goliath a lieu le vendredi de la ducasse 1987.

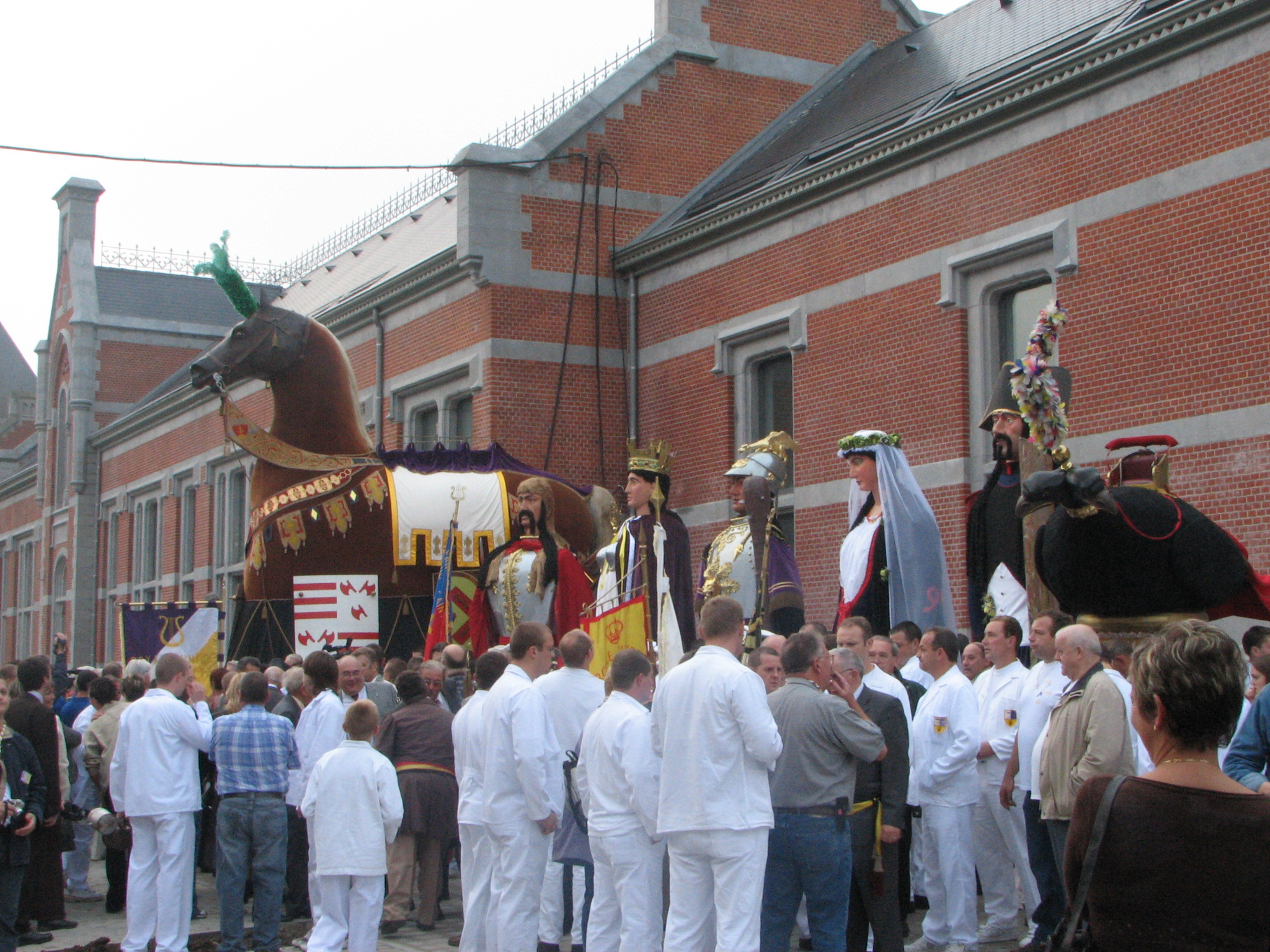
Alignement des géants devant la gare en 2006.

En février 1977, le collège communal refuse une proposition de Coca-Cola de faire défiler les géants dans une publicité pour ses produits.
En 1990 et 1991, la corde qui tire la « grosse cloche », le samedi à midi, se rompt et retarde le début officiel de la ducasse de quelques minutes.
En 1993, le cortège de l'après-midi est interrompu à cause d'une pluie diluvienne. Il fallait à tout prix préserver les costumes et la décoration des chars qui ont quand même subi de lourds dégâts.
En 1997, pour célébrer le 20e anniversaire de la fusion des communes, apparaît pour la première fois le groupe des 19 communes. Il sera repositionné derrière les pompiers en 2000.
La ducasse de 2004 est marquée par la catastrophe de Ghislenghien, survenue quelques semaines auparavant. Seuls sont maintenus les « Vêpres Gouyasse » et les cortèges du dimanche. De nombreuses animations sont supprimées ou reportées. En 2006, tous les géants sont exceptionnellement alignés devant la gare, avant le départ du cortège, pour rendre hommage aux anciens porteurs.
En 2010, le groupe des « Bleus » retrouve son statut de garde civique athoise et non de garde française. On a donc remplacé quelques éléments du costume à savoir le tricorne (ajout d’une cocarde aux couleurs de la Belgique), les guêtres et le plastron (noir). On a également remplacé le drapeau qui ne sera plus français mais bien athois. On célèbre le 150e anniversaire de Mademoiselle Victoire. La plus récente des géants d'Ath est particulièrement mise à l'honneur.
En 2011, une nouvelle charte pour les acteurs de la Ducasse est mise au point pour éviter que le cortège ne se termine trop tard (23 h 35 en 2010) et soit plus régulier et attractif pour les visiteurs étrangers. Les chevaux de la barque des pêcheurs napolitains et du char de la ville porteront des caparaçons brodés (ils avaient disparu dans les années 1930).
2015 est une date exceptionnelle. On célèbre quatre anniversaires. L'église Saint-Julien a été consacrée le 7 juillet 1415. Cette messe de « dédicace » a donné le nom de « ducasse » employé pour désigner les festivités actuelles. 300 ans plus tard, en 1715, on embellit le cortège d'un char de triomphe, d'un deuxième cheval-jupon, mais surtout on donne une femme à Goliath. À l'occasion de ce 300e anniversaire de la géante, elle est dotée d'une nouvelle tenue confectionnée en partie par les dentellières d'Ath ainsi que de nouveaux bijoux. La chorale « Rencontre », créée en 1965 pour solenniser les « Vêpres Gouyasse », fête son 50e anniversaire. Le groupe du Canon du Mont Sarah a été introduit dans le cortège en 1975, il y a 40 ans.
En 2016, un essieu du Char de l'agriculture s'est brisé, occasionnant un retard important pendant le cortège du matin. Celui du soir s'est terminé par un rondeau réunissant les 7 géants sur la place Cambier, comme il est de tradition, tous les 5 ans, depuis 1981.
En 2020, la ducasse est annulée en raison de pandémie de coronavirus.
En 2021, pour les mêmes raisons que précédemment, les festivités sont restreintes au dimanche, pendant lequel seuls les géants sortent, accompagnés de leur fanfare et d'un groupe figuratif, avec chacun un parcours différent dans les faubourgs et villages environnants, ainsi qu'au lundi.

### Sorties exceptionnelles
En dehors du quatrième dimanche d'août, les géants ne sortent pas. Il n'en fut pas toujours ainsi.
Tirant a sans doute accompagné les archers athois à Bruxelles en 1834. Les géants sont sortis pour des fêtes princière ou royale en 1853 et 1854 à Ath. Goliath et sa femme participent à Bruxelles au Cortège des géants et des légendes populaires du lundi de Pâques 1890. Ils sortent à Ath, mais en dehors de la ducasse, à l'occasion de victoires électorales en 1895, 1907 et 1933. Le 14 juillet 1935, tous les géants d'Ath sont à Bruxelles à l'invitation des autorités communales de la capitale à l'occasion de l'Exposition universelle. Les autorités communales, les Athois de Bruxelles et les autres se sont fait photographier avec leurs «postures ». Depuis la Seconde Guerre mondiale, les géants sont sortis occasionnellement à Ath pour l'inauguration de la foire commerciale en 1969 ou pour l'hommage au dernier bourgmestre avant la fusion des communes. Ils étaient présents à Mons pour l'entrée royale de Baudoin Ier en 1953 et en 1976 pour les 25 ans de règne. 
Cependant, depuis 1975, l'opinion publique et les porteurs sont de plus en plus opposés aux sorties des géants en dehors du quatrième dimanche d'août et de leur contexte athois. Le 9 juin 1991, le Cheval Bayard a défilé à Lille dans un cortège des géants animaliers. Selon les responsables de la société qui l'anime, Bayard devait être considéré comme l'« ambassadeur » de la ville d'Ath. Cette sortie fut qualifiée d'« exceptionnelle et unique ».

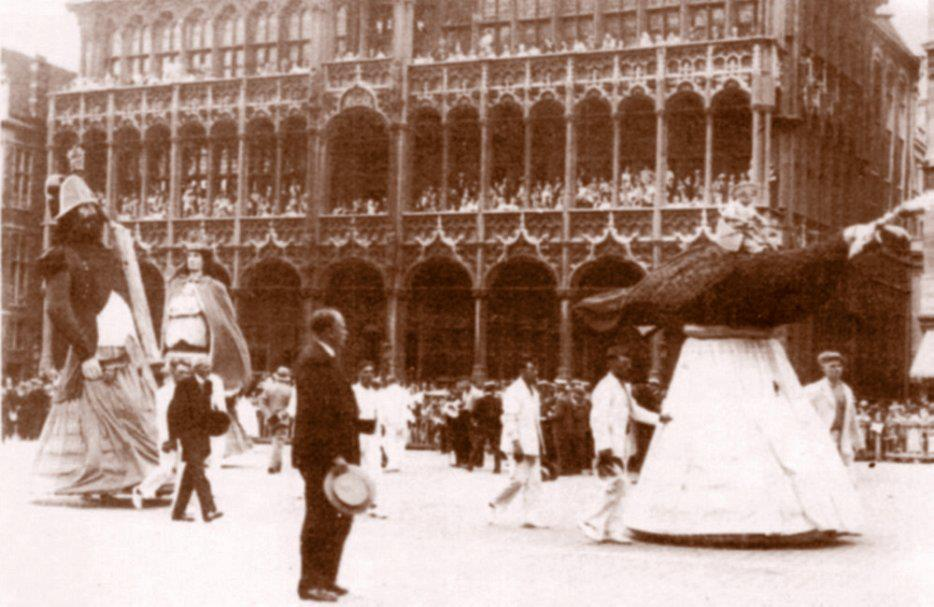
L'Aigle à deux têtes, Mademoiselle Victoire et Samson sur la Grand-place de Bruxelles à l’occasion de l'Exposition Universelle de 1935.
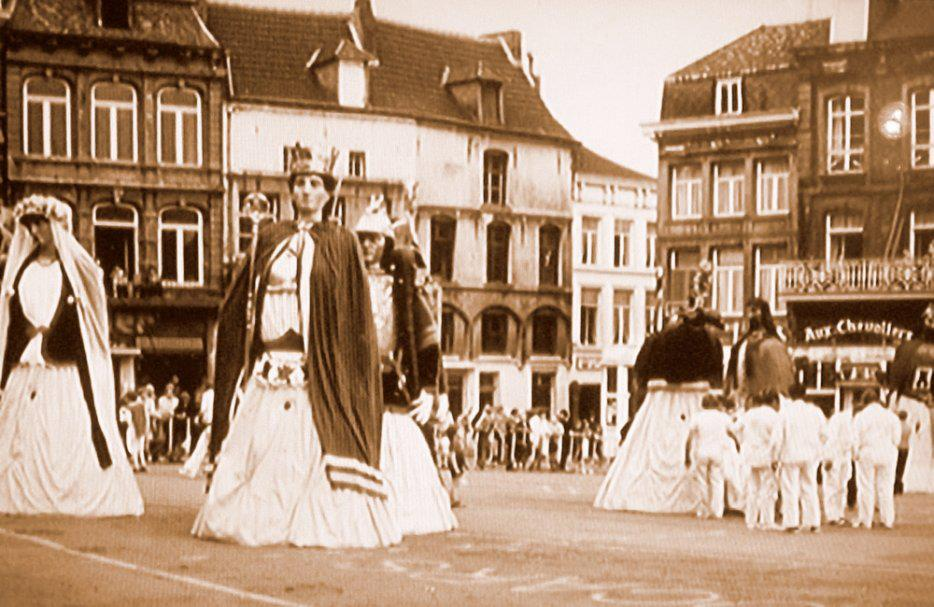
Les géants d'Ath sur la Grand-Place de Mons en 1976.
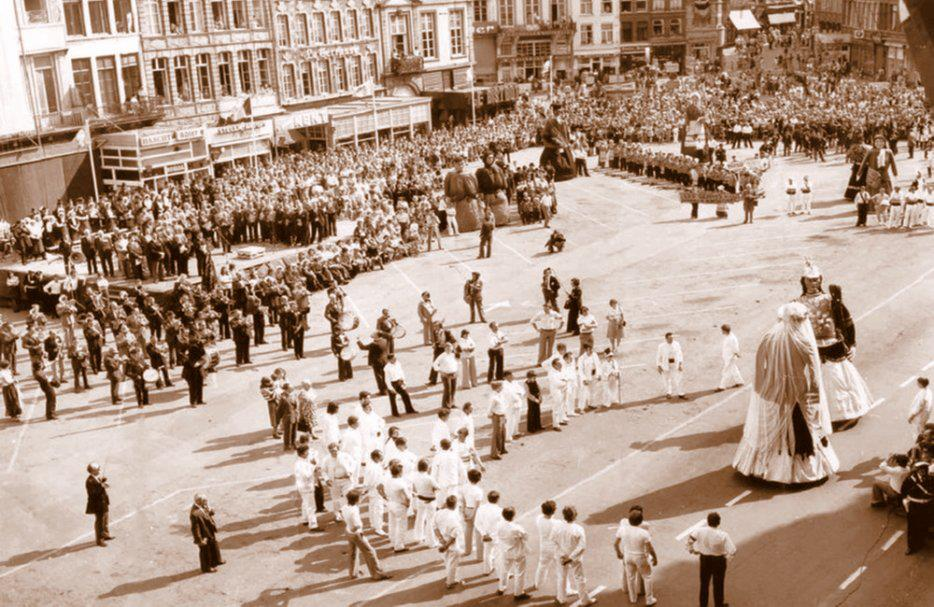
Goliath et Madame Goliath sur la Grand-Place de Mons en 1976

### Géants disparus
En effet, avant 1794, année où les Jacobins brulèrent les géants, « symboles de l’ancien régime » plusieurs corporations de métiers défilaient dans le cortège, dont les tailleurs (la présence de l'aigle dans le cortège actuel en témoigne), les boulangers, les poissonniers, etc.
Les boulangers accompagnaient un cygne, dont la blancheur rappelait celle de la farine. Comme la plupart des animaux gigantifiés de l’époque, le cygne devait être chevauché par un enfant, symbole de la domination humaine sur l’animal. En 1807, les vingt-trois boulangers de la ville émettent le souhait de redonner vie à leur bel oiseau. Le coût estimé de la construction s'élevait à 414 francs. Le projet a avorté.
Les poissonniers défilaient pour leur part en compagnie d’un triton. Il devait s’agir, non du triton, un amphibien urodèle mais de Triton, une divinité marine mineure dans la mythologie grecque, fils de Poséidon et d’Amphitrite. On le représentait avec un buste d’humain, une queue de dauphin, des cheveux en algues, une conque et un trident dans les mains. Il n’existe aucune trace de velléités de restauration.

### Exotisme
Au XIXe siècle, de nombreux groupes du cortège rappellent la tradition des carnavals et des cavalcades. On trouve la trace, pendant une quinzaine d'années, d'un char des Chinois : une pagode occupée par un empereur entouré d'une chorale de mandarins. Un char des Écossais représente une grotte avec un roi et une reine. Le char des Indiens tiendra dix ans. Quarante Athois à la tête noircie, avec un anneau dans le nez sont munis d'arc et de flèches. Il s'agit en fait d'un mélange d’Africains, d'Indiens d'Amérique et d'Inde. Les Bédouins et les Grecs sont également mis à l'honneur. Il ne subsiste de nos jours de cet exotisme que le « Sauvage » sur la Barque des pêcheurs napolitains.

## Détermination de la date
La ducasse d'Ath s'ouvre officiellement la veille du 4e dimanche d'août et se clôture le 8 septembre.

La première mention de la date de la ducasse se trouve dans la Description de la Ville d'Ath publiée en 1610 par Jean Zuallart : la procession a lieu « tous les ans, le dimanche le plus proche de la décollation de saint Jean-Baptiste ». L'origine de la ducasse d'Ath est une procession de dédicace, c'est-à-dire la commémoration du saint patron de la paroisse. On fête saint Julien le 28 août. Dans le répertoire des reliques hainuyères publié par P. Brasseur en 1658, on peut lire : 
« L'église paroissiale de Saint-Julien martyr, patron de cette cité (fêté le 28 août selon le martyrologe romain) a été transférée en 1393 du Vieux-Ath dans la ville (neuve) ; chaque année on célèbre la dédicace solennelle de cette église et de la ville le dimanche le plus proche de la fête de saint Jean décollé, c'est-à-dire, ordinairement, le quatrième de ce même mois d'août. »
Par contre, une chanson du XVe siècle raconte la consécration de la nouvelle église de Saint-Julien, le 4 juillet 1415 :
Le dimenche, ce m'est advis

Au-devant le décollement

De Saint-Jehan, pour insément

Le continuer toudis.
On désigne ainsi le dimanche avant le 29 août, et non le plus proche. Dans ce cas, il s'agit toujours du 4e dimanche d'août.
Le 8 septembre, dernier jour de la ducasse, est le jour de la Nativité de Notre-Dame dont l'image, portée par les échevins, précédait le Magistrat dans l'ancienne procession.

## Calendrier
Le calendrier officiel est fixé par l'administration communale, conformément à la tradition.

### Premiers préparatifs
Une quinzaine de jours avant le cortège, des ouvriers communaux procèdent au dépoussiérage et au nettoyage des chars. Quelques retouches y sont apportées. Le cheval Bayard est débâché. Les essayages et retouches des costumes des figurants ont lieu à l'Académie de musique. La dernière semaine, les groupes des Bleus, des Hallebardiers et des Hommes d'armes répètent leurs évolutions. Les habilleurs (voir ci-dessous) commencent leur travail. David s'entraîne à terrasser Goliath. La ville est nettoyée à grandes eaux et les forains s'installent sur la Grand-Place et le quai Saint-Jacques. Les commerçants décorent leurs vitrines avec des sujets de circonstance. Les habitants pavoisent leurs maisons aux couleurs de la ville.

### Vendredi
Vers 15 h, Tirant l'ancien assiste au tournoi de tir à l'arc sur perche verticale organisé sur l'Esplanade par la Société royale les archers St-Nicolas d'Irchonwelz : le Grand-Prix du Mayeur. Le géant parcourt ensuite les rues du centre-ville et danse accompagné de la Philharmonie Royale Sainte-Cécile de Wodecq.
Dans chaque famille on prépare la traditionnelle « tarte à masteilles » qu'on dégustera le lendemain en fin d'après-midi.

À partir de 22 h a lieu le « brûlage des marronnes » de Goliath. Selon la tradition populaire, la veille de son mariage le marié brûle ses pantalons (marronnes en dialecte picard) bourrés de paille et de pétards. C'est ce que l'on appelle communément l'« enterrement de sa vie de garçon », souvent suivi d'une sortie bien arrosée entre garçons.

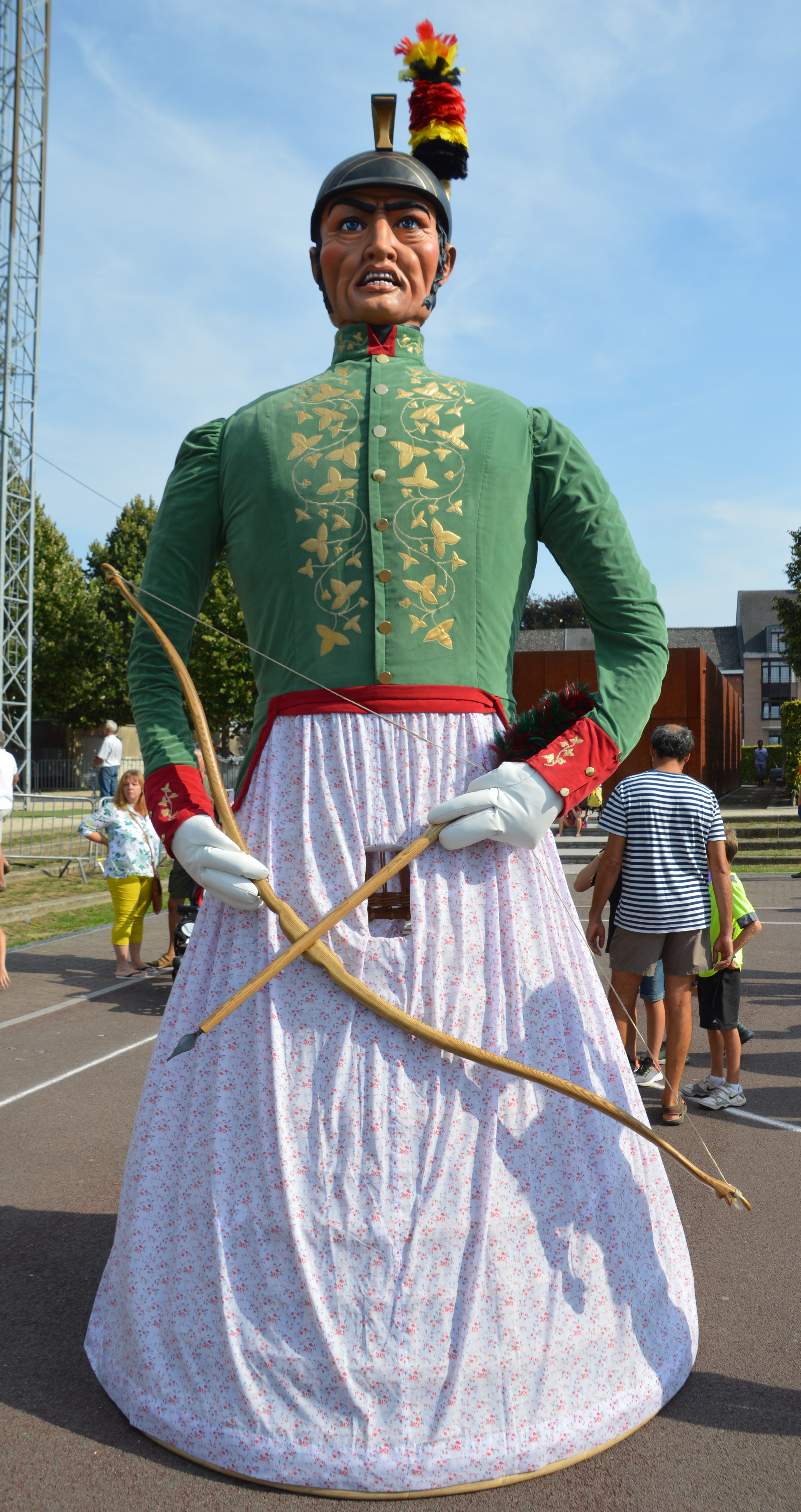
Le géant Tirant l'Ancien - Ducasse d'Ath 2019
- Brûlage des maronnes de Goliath

### Samedi
Midi marque le début officiel de la ducasse. Des jeunes Athois se donnent rendez-vous pour faire sonner Julienne[réf. nécessaire], la « grosse cloche », le bourdon de l'église Saint-Julien.

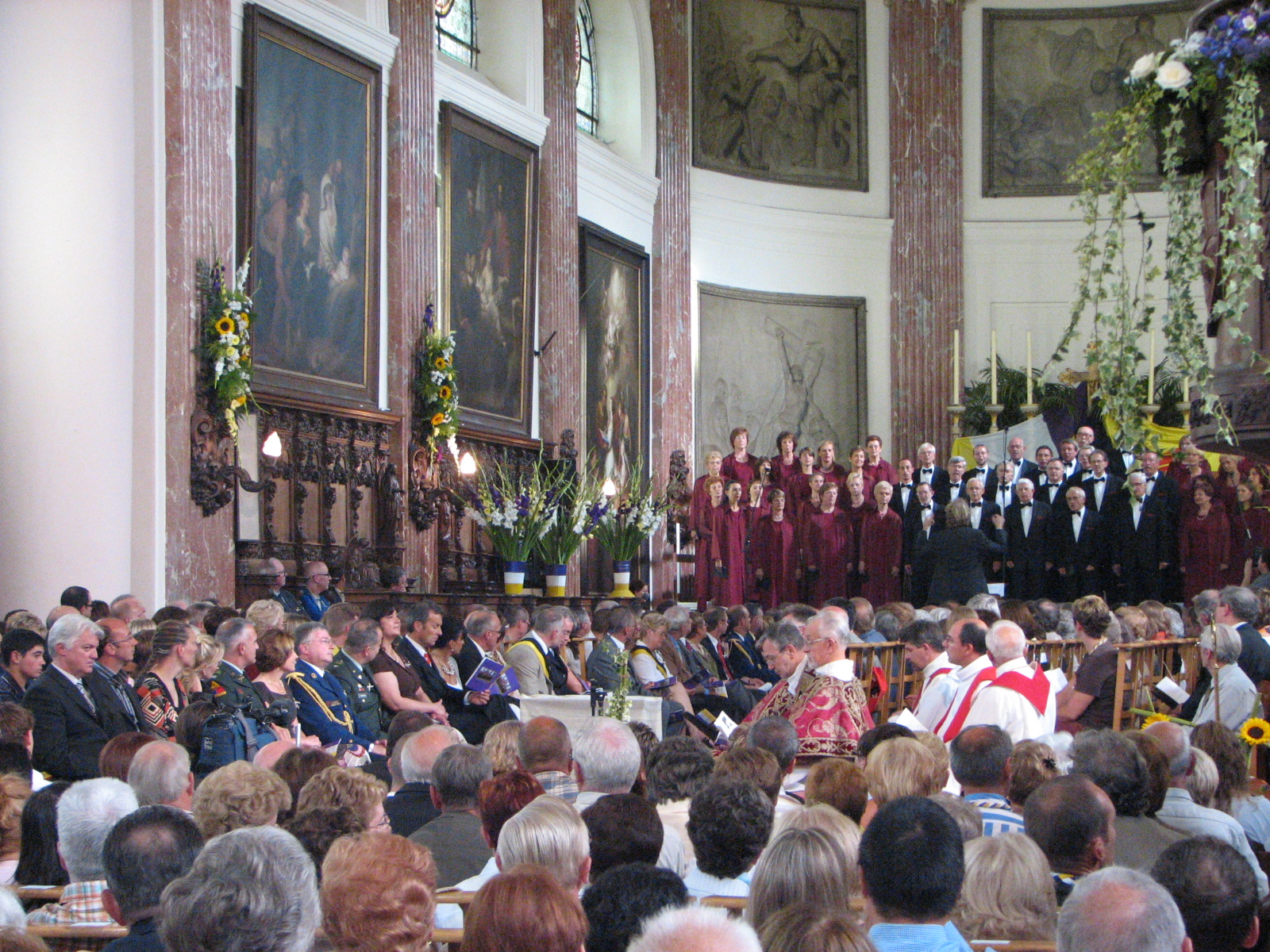
Pendant les Vêpres Gouyasse 2007.

À 15 h, au son d'airs de procession, précédé par le groupe des Bleus, Goliath et sa future femme se dirigent vers le « Pont du Gadre » où ils danseront pour la première fois, dans la foule émue jusqu'aux larmes, le traditionnel « Grand Gouyasse ». Ils vont ensuite prendre place devant l'église où ont lieu les « Vêpres Gouyasse ». Le doyen de la paroisse accueille les autorités communales, leurs invités, des personnalités locales et un nombreux public, venus assister à la cérémonie. Celle-ci est solennisée par la chorale athoise Rencontre ou une chorale amie. Le dialecte local est mis à l'honneur par la lecture d'un texte en picard, mettant en scène de manière humoristique des aspects de la ducasse et l'actualité. Ensuite, le cortège se remet en route vers la Grand-Place au son d'airs endiablés avec forces embrassades des nouveaux mariés.
Vers 17 h, devant l'hôtel de ville, tout le monde retient son souffle. Attesté à Ath dès 1487, le jeu-combat est représenté lors de la procession de la fin août en l’honneur de saint Julien. Aujourd’hui, Ath peut s’enorgueillir d’être probablement la seule ville européenne où un « mystère » biblique médiéval continue d’être mis en scène depuis le XVe siècle. Le jeu-parti se décompose en deux éléments : un dialogue et un combat. Au cours du « combat », l’enfant qui incarne le berger David doit lancer une balle dans le « regard » (ouverture dans le panier) de Goliath. L’échec du berger n’est pas un signe de mauvais présage pour la cité mais, s’il est vainqueur, le public peut assister à une danse supplémentaire « Grand Gouyasse ». En 2016, David a terrassé Goliath après avoir échoué en 2015.
En patois local, le dialogue entre Goliath (par la voix d’un porteur) et David est appelé le « bonimée » (en français, le boniment). De génération en génération, il s’est transmis de bouche à oreille de porteur. Certains passages en sont par conséquent devenus presque incompréhensibles. Il est publié pour la première fois par Emmanuel Fourdin en 1869. En 2004, le texte du « bonimée » a fait l'objet d'une étude qui montre que son origine est probablement l'histoire du combat de David et Goliath racontée par Guillaume du Bartas (1544-1590) dans la Seconde semaine (Les Trophées) (1584).
À 20 h commence, sur la Grand-Place, le concert de la Fanfare royale Union de Saint-Martin, dont la deuxième partie sera interrompue par le passage du groupe du Canon du Mont Sarah, qui sort aux flambeaux à travers la ville. Anne-Marie Leroy harangue la foule dans le dialecte local. La fanfare accompagne l'air de la Muette de Portici. Le concert se termine par un florilège d'airs et de chansons de ducasse.

### Dimanche
Depuis 1981, au petit matin, vers 7 h, quelques membres de la clique des pompiers athois réveillent la population au son du tambour. Ce moment est appelé : « Gare al tarte ». Un peu plus tard, les Marins anciennement appelés « Braves de la Dendre » vont chercher le « Diable » de la Barque des pêcheurs napolitains à son domicile, et la compagnie des Bleus se rend chez leur commandant avant de rejoindre la gare où se forme le cortège du matin.
À 9 h 45, la grosse cloche de l'église Saint-Julien sonne pour marquer le début du cortège (une tradition qui date de 1970) qui commence dans la Rue des Frères Descamps et suit un circuit bien défini qui se termine à l'Esplanade. L'après-midi, vers 15 heures, le cortège repart en sens inverse. En fin de cortège, une foule fervente accompagne les géants jusqu'au hangar communal. Un hommage est alors rendu aux pompiers victimes de la Catastrophe de Ghislenghien. Tous les cinq ans depuis 1981, un rondeau réunit l'ensemble des géants sur la place Ernest Cambier.

### Lundi
Toute la journée, les géants se promènent individuellement, accompagnés par un tambour, dans différents quartiers de la ville pour recevoir les remerciements des Athois avec comme point fort, à 15 h, un rassemblement aux home et à l'hôpital Epicura, auquel Le Cheval Bayard participe également. L'après-midi, diverses animations sont au programme sur l'Esplanade, notamment un concours de tir à l'arc. La fanfare de Moulbaix-Ligne parade sur la plaine en compagnie de minis géants avant l'envol de la montgolfière.

### Du «lundi de la ducasse» au «8 de septembre»
Le vendredi, un marché nocturne rassemble les commerçants locaux et extérieurs dans le centre-ville.
Les samedi et dimanche qui suivent la ducasse, au théâtre « le Palace », la troupe des
Matelots de la Dendre (active à Ath depuis 1853) présente leur traditionnel gala d'opérette. En 2013, ils jouent Valses de Vienne, une opérette à grand spectacle sur une musique de Johann Strauss, père et fils.
Le 8 septembre (à Ath on dit « le 8 de septembre » et on ne prononce pas le p) est le dernier jour de la ducasse. À 14 h 30, a lieu le Grand Prix de la Ville d'Ath de balle pelote. Mais le point culminant est le traditionnel souper aux moules (voir plus bas : traditions de ducasse). La journée et les festivités se terminent par un concert de l'Harmonie Royale Union de Lorette qui exécute à la fin un dernier « Grand Gouyasse » avant que n'éclate le feu d'artifice de clôture, tiré depuis la tour de l'église Saint-Julien.

## Ordonnance du cortège

### Moyen Âge
Si l'on en croit Fourdin, les confréries ouvrent la marche, accompagnées de leurs valets, de leurs torches et de leurs châsses. La confrérie de Saint-Éloi - la plus ancienne - la première, suivie des enfants de l'école dominicale (on notera que celle-ci n'a été organisée qu'en 1584 selon Dewert, en 1586 selon Bertrand) et des orphelins. Viennent alors toutes les autres corporations (l'auteur reprend dans son énumération, en signalant d'ailleurs le fait, toutes celles qui existaient vers 1650), les confrères qui ont accompli le Pèlerinage de Saint-Jacques-de-Compostelle ou de Lorette, les serments, les Pères capucins et récollets, les associations pieuses, le collège représenté par le premier de chaque classe, les échevins précédés de porteurs de torches, le châtelain et ses gens. Le clergé des deux paroisses clôture le défilé. Quant aux « histoires » et personnages, ils s'intercalent entre les divers corps de métiers.

### Sous l'Ancien Régime
R. Meurant, grand spécialiste des géants processionnels, a découvert, encarté dans le programme de 1807, un manuscrit anonyme non daté, du XVIIIe siècle ou du début du XIXe siècle, qui reprend l'ordonnance de la procession à une date indéterminée mais qu'il croit pouvoir situer entre 1715 et 1743.
Les orphelins et les petites écoles ouvrent la marche avant les « corps de métiez avec leurs reliques » : saint Éloi, les orfèvres avec un char de triomphe ; saint Joseph, les charpentiers avec saint Joseph et la Vierge sur un âne ; saint Aubert, les boulangers avec un « cigne » ; saint Jean-Baptiste, les bouchers avec saint Jean-Baptiste et son agneau ; saint Maur, les tailleurs avec une aigle; saint André, les poissonniers avec un triton ; saint Michel, la confrérie avec un char de triomphe. Viennent ensuite tous les tireurs à l'arc avec « un tijran » ; saint Roch, la confrérie des arbalestriers ; les canonniers avec « un samson » ; les étudiants ; Goliath et sa femme ; le char de la Ville avec la Mairie ; différentes images de la sainte Vierge accompagnées des Pères capucins et récollets ; le clergé des deux paroisses ; le gouverneur de la ville et le « chatelin ». Le premier char qui y est cité doit être celui de l'Église triomphante au sommet duquel trônerait sainte Cécile entourée de jeunes filles chantant les louanges de l'Eternel et la confrérie de Saint-Éloi l'entretient. La composition du deuxième - celui de la confrérie saint Michel - dans sa reconstitution du début du XIXe siècle porte à croire qu'il descend de l'éclide médiévale (petit char). Enfin, le char de la Ville, construit en 1715, est garni de plumes, de crépines et d'autres attributs dorés. L'Empereur l'occupe, vêtu d'un manteau garni d'hermine et des enfants haut perchés. Quant aux groupes, la Fuite en Égypte est la figuration médiévale. Saint Jean-Baptiste est accompagné d'un agneau.
D'autre part, le Cygne des boulangers, l'Aigle des tailleurs, le Triton des poissonniers sont-ils les « pièces nouvelles » dont, en 1715, le Conseil demandait la création aux confréries ? Nul ne le sait, si ce n'est leur présence, attestée d'ailleurs par un seul document. On note la présence du Tirant des archers, les confrères de saint Sébastien vêtus d'écarlate chamarré et du Samson des canonniers de sainte Marguerite, en uniforme complet bleu, parement rouge, galonné d'argent, qui tirent des salves pendant la procession. Quant à Goliath et à sa femme, la structure est, comme de nos jours, composée d'un tronc de cône surmonté d'un « corsage » - tous deux en osier - et qui sont portés au moyen d'« espalières », de « berteilles », de « cingles » (courroies). Chaque année, on les monte, on les habille, après avoir « lavé, empoissé et lustré » leurs robes de coton et nettoyé les « paniers ». On ignore tout de leurs accessoires, de leur poids, de leur taille. Une indication cependant : en 1753, Goliath n'a qu'un porteur.

### Époque contemporaine
Voici par exemple l'ordonnance du cortège en 1820 :
Le cortège de 1919 est tout à fait exceptionnel. Plus de 1 500 personnes y participent :
Dès les années 1930, le cortège prend sa physionomie actuelle.

### Le cortège actuel

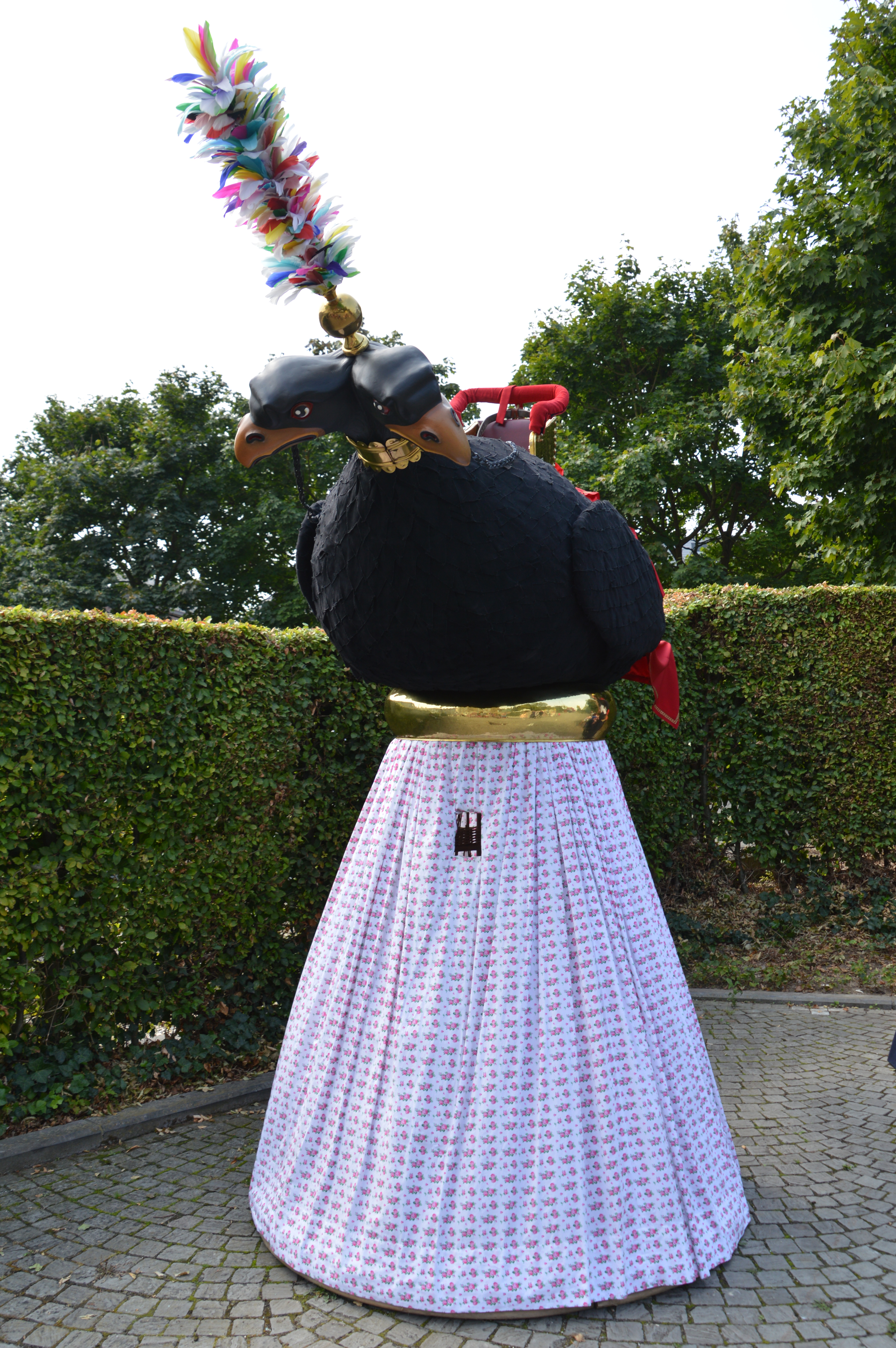
L'Aigle à deux têtes en 2017

Le cortège actuel suit un ordre fixé par la tradition.

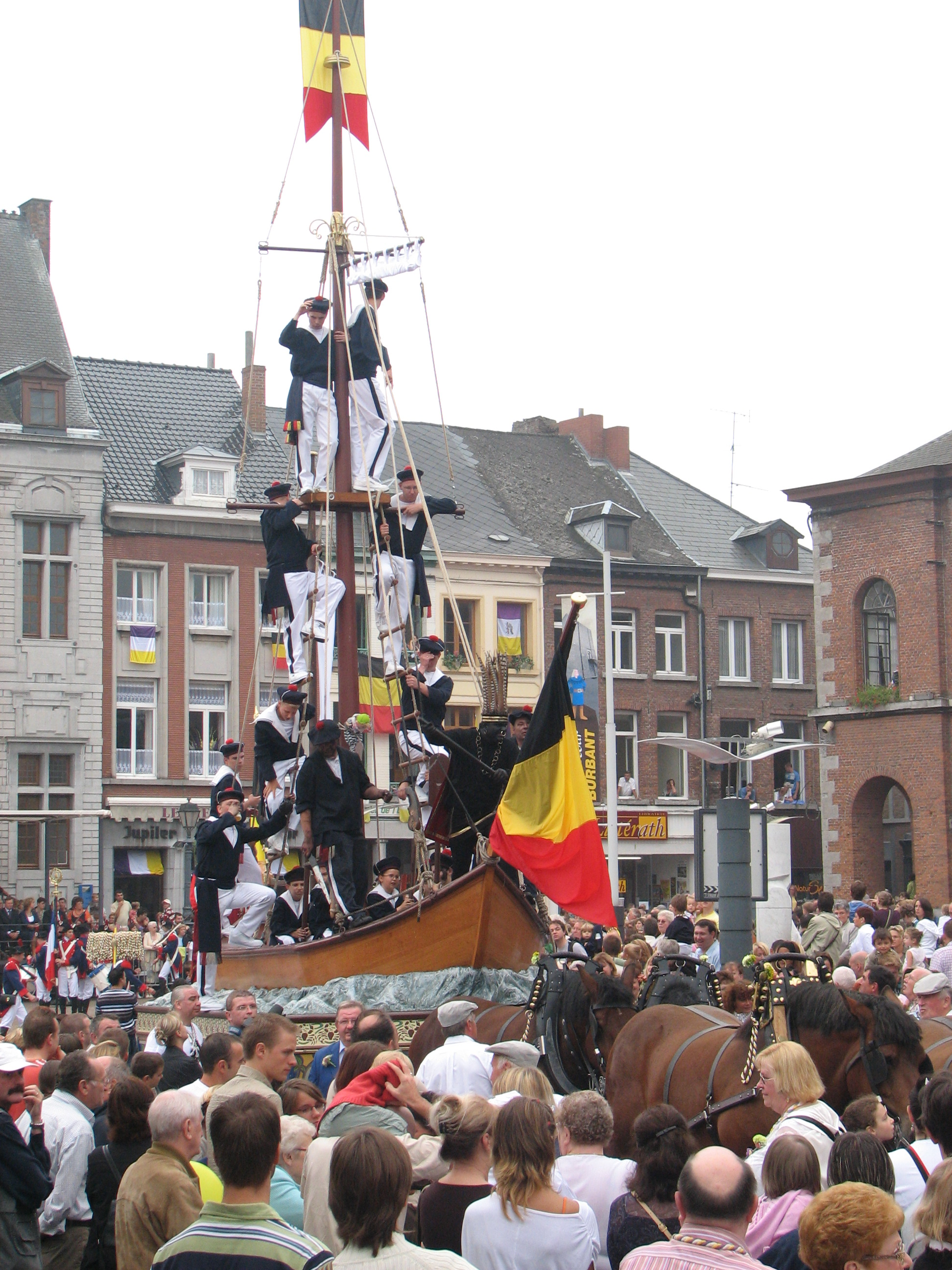
La Barque des Pêcheurs napolitains en 2007

Les volontaires sapeurs pompiers (présents dans le cortège depuis 1885) défilent en tête. Leur popularité s'est accrue après la catastrophe de Ghislenghien. 
Suit l'Aigle à deux têtes, accompagné de la fanfare de Meslin-l'Évêque.
La Barque des pêcheurs napolitains est un char de fantaisie créé par la société chorale « Les Matelots de la Dendre ». Il défile dans le cortège en 1853 et en 1862 avant d'être pris en charge, en 1865, par la société des « Pêcheurs napolitains » puis par les « Braves de la Dendre ». Le « Diable » est présent depuis 1873 au moins (voir plus bas : Le Diable (anciennement "Sauvage")). 
Le Saint-Christophe de Flobecq, monté sur échasses, est attesté depuis 1462.
Les Bleus, compagnie des canonniers arquebusiers, participent à la procession depuis le XVe siècle, bien avant l'apparition du géant Samson qu'ils escortent. En effet, celui-ci, accompagné de la Royale Union des Fanfares Sainte Cécile de Moulbaix, ne fut créé qu'en 1679. 
Ensuite vient le groupe du Canon du Mont Sarah, qui évoque la révolution belge de 1830. Il montre l'épisode où les patriotes athois, harangués par la dentellière Anne-Marie Leroy, s'emparèrent du canon des exercices de tir de l’ancienne confrérie des canonniers et l'emmenèrent à Bruxelles.

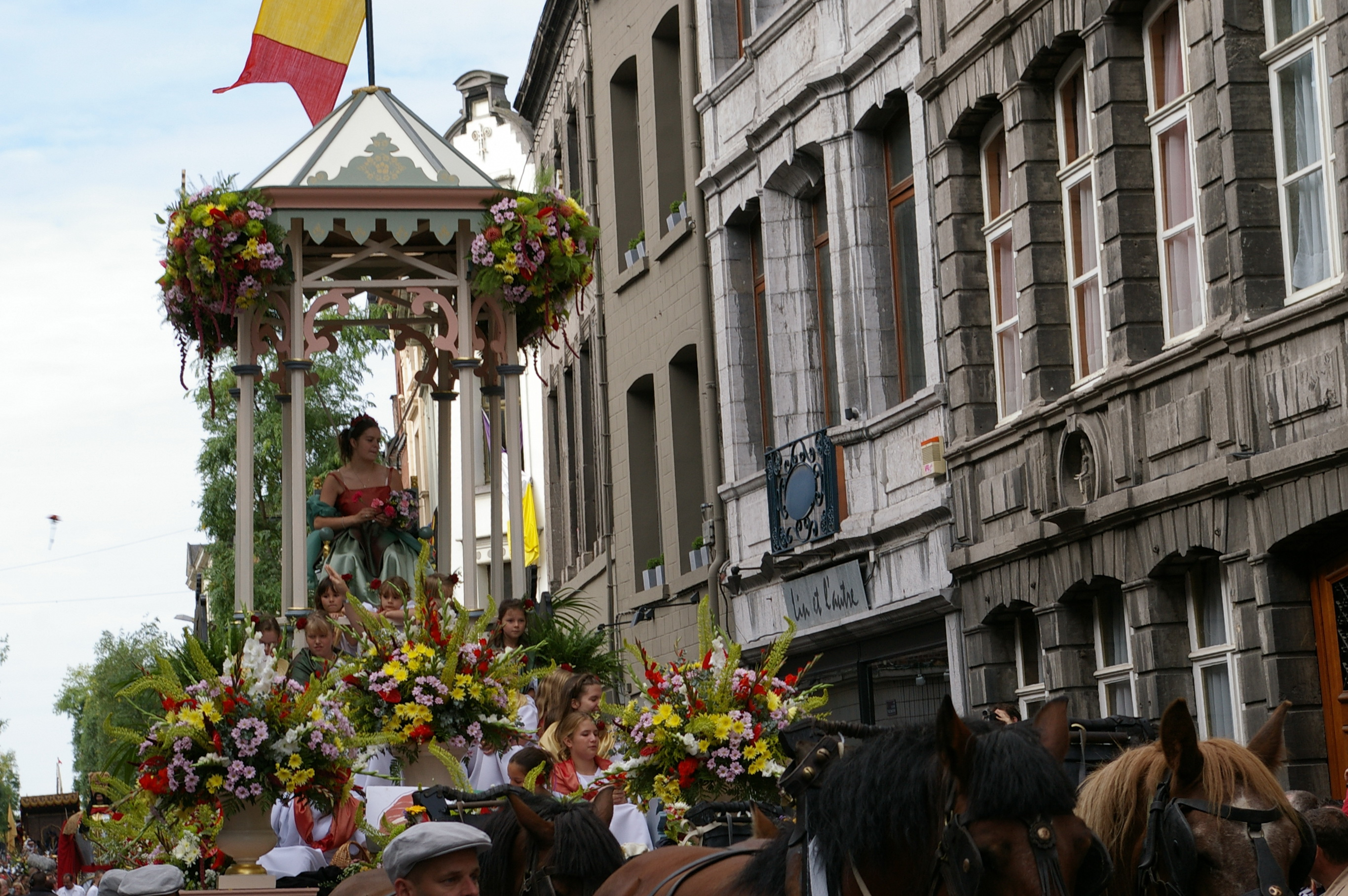
Le char de l'Horticulture en 2008.

Sur le char de l'horticulture, la déesse Flore trône sous un dais de style 1900 au-dessus d'un parterre de fleurs et de nymphes. Ce char décoratif a été créé en 1850 sous le nom de « char des Jeunes Filles ». Consacré à Vénus en 1851, il deviendra par après le char de Flore (1860) puis de l'Horticulture (1876). 
Vient alors Ambiorix, le géant des archers est attesté depuis le XVIIIe siècle sous le nom de Tirant. En 1850, il se métamorphose en Ambiorix pour évoquer l’histoire locale et nationale tout en gardant son arc et ses flèches. La fanfare d’Irchonwelz le fait danser.
Les hallebardiers sillonnent cette partie du cortège lors de leurs manœuvres. Ils escortent le char des États provinciaux, qui figurait dans le cortège organisé à Bruxelles à l'occasion du cinquantenaire des chemins de fer, sous le nom de char de la Musique des Marchands de la Ligue hanséatique. Acheté par la Ville d'Ath en 1885, il a été transformé en char des États provinciaux pour rappeler que cette assemblée du comté de Hainaut s'est réunie à Ath en 1572. 
Le char de la navigation, figurant en 1885 dans le même cortège que le précédent, évoque une barge qui assurait la liaison entre Bruges et Gand au XVIe siècle.
Mademoiselle Victoire a été créée en 1793 pour célébrer une victoire des Autrichiens sur les Français. Détruite en 1794, elle fut recréée en 1860. Elle est une allégorie la Ville d'Ath dont elle porte les couleurs : mauve, blanc et jaune. C'est la fanfare de Lorette (Ath) qui la fait danser.

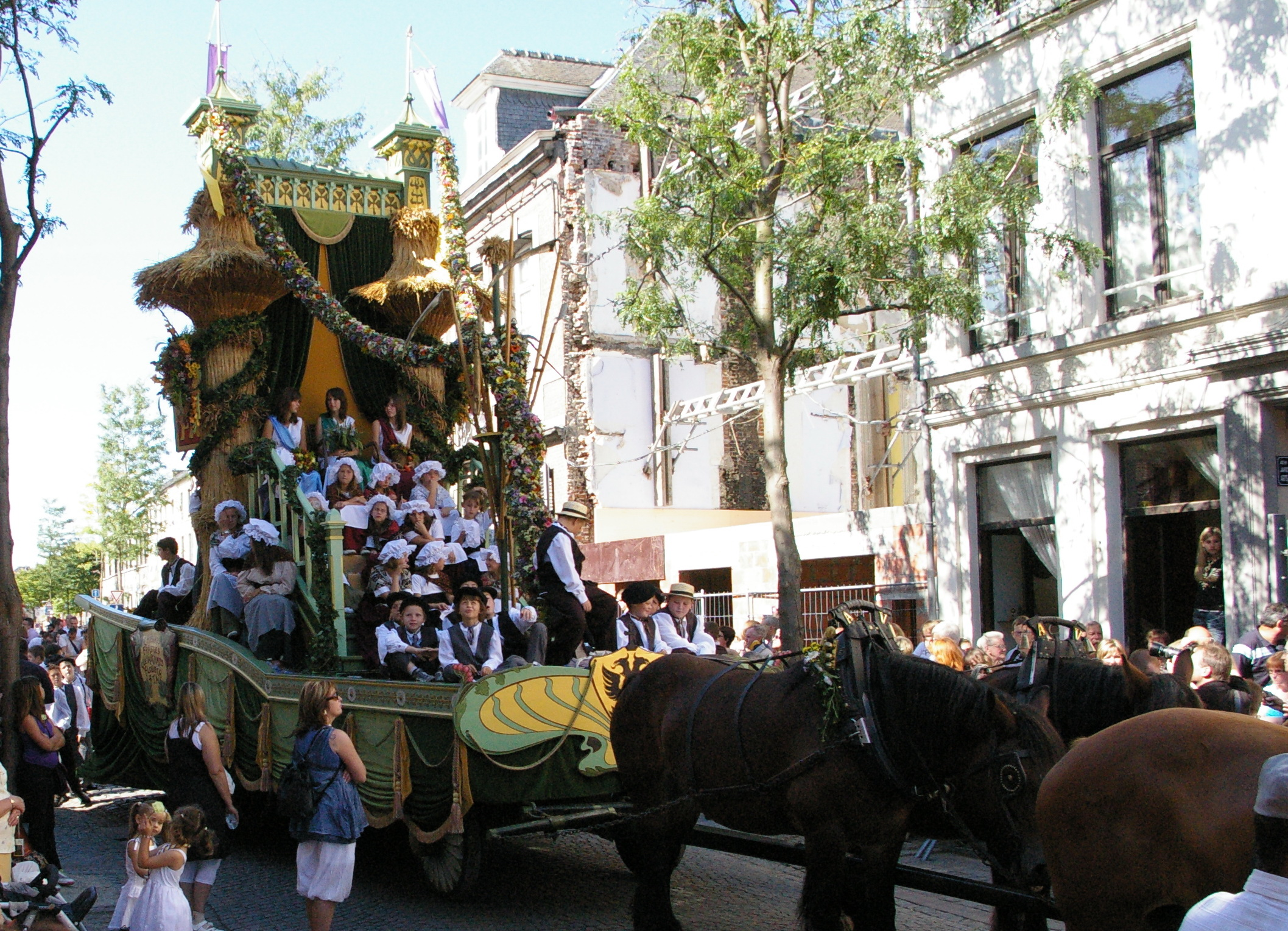
Le char de l'Agriculture en 2009.

Sur le char de l'agriculture, la déesse Cérès, entourée de paysans et de paysannes, trône parmi les gerbes de blé et les instruments agricoles dans un décor inspiré de l’époque 1900. Tel qu'il est, le char remonte à 1905. Il a alors remplacé le char des Moissonneurs qui existait déjà en 1860 mais avait disparu à la fin du XIXe siècle. Le char est escorté par un groupe de paysans. 
Les hommes d'armes du XVIe siècle, comme les hallebardiers, circulent dans le cortège et ne restent pas à une place bien déterminée. 
Ils accompagnent en principe le char d'Albert et Isabelle, introduit dans le cortège en 1906 après avoir figuré, l’année précédente, dans le cortège du 75e anniversaire de l’Indépendance à Bruxelles. Il rappelle aux Athois le règne des archiducs Albert et Isabelle. C’est à eux que l'on doit la construction de l’Hôtel de Ville dès 1614.

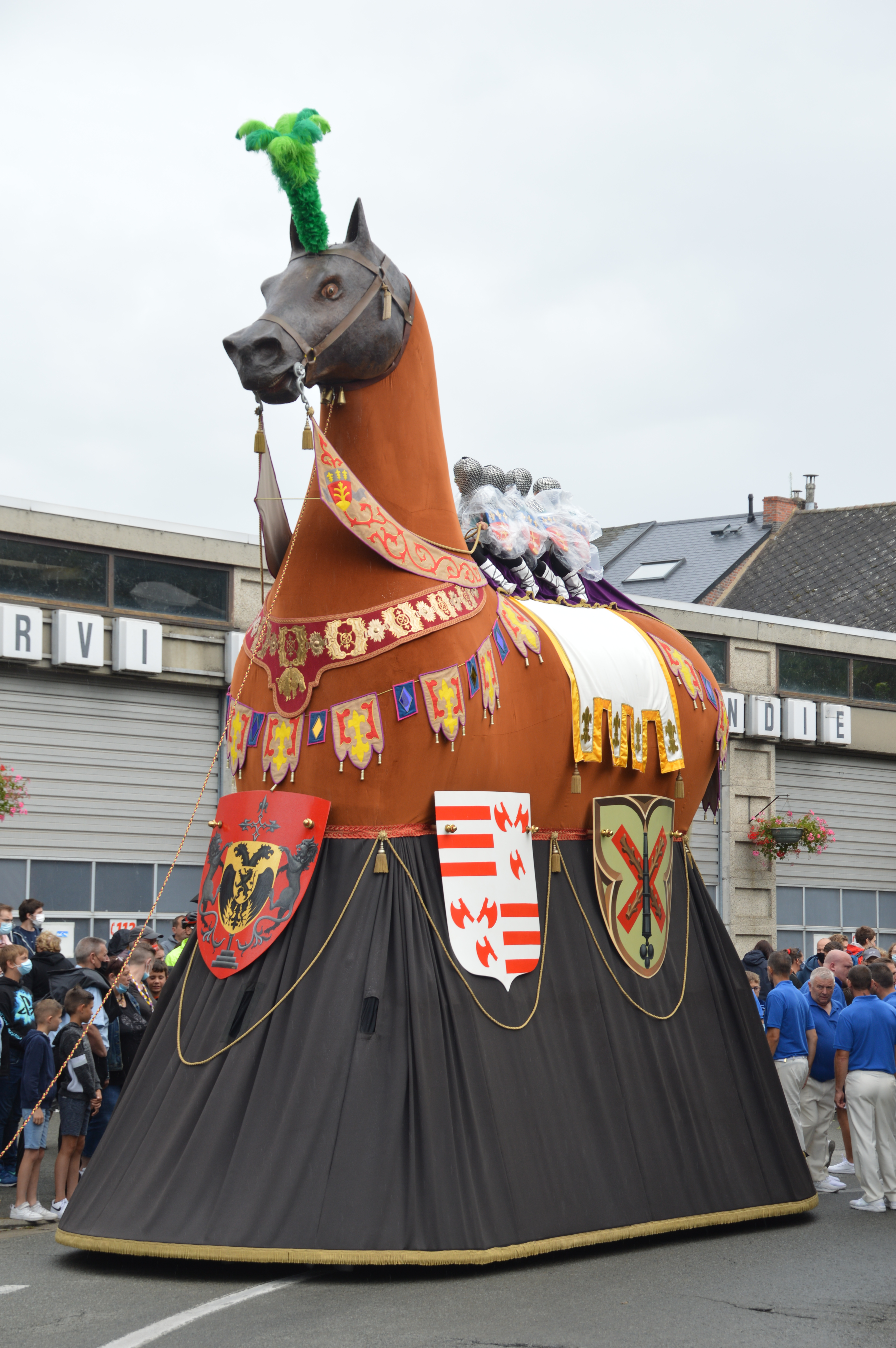
Le Cheval Bayard en 2021

La Royale Alliance athoise (anciennement une société de gymnastique locale) et son groupe de drapeaux précèdent le cheval Bayard. Introduit dans la procession en 1462, il disparut au cours du premier quart du XVIe siècle. Le destrier, chevauché par les Quatre fils Aymon, fut recréé par le sculpteur et archéologue René Sansen et réintroduit en 1948 dans le cortège, grâce à la Royale Alliance athoise. Seize porteurs le font danser au son de la fanfare de Huissignies.
Dès 1876 et jusqu'en 1885 au moins, un char de la Belgique circulait dans le cortège. Le char des Neuf Provinces a été conçu par le décorateur bruxellois Govaert en 1880. Une déesse, représentant la Belgique, est entourée par neuf demoiselles portant le blason de chaque province du pays. 
Le groupe des cinq cantons comporte cinq cavaliers qui portent des fanions où figurent les noms : Ath, Chièvres, Flobecq, Frasnes et Quevaucamps (cantons de l'arrondissement d'Ath). 
Le Groupe des 19 communes fut introduit en 1997 (pour le 20e anniversaire de la fusion des communes). Il présente le blason de la Ville d’Ath et les armoiries des 18 autres communes de l'entité.

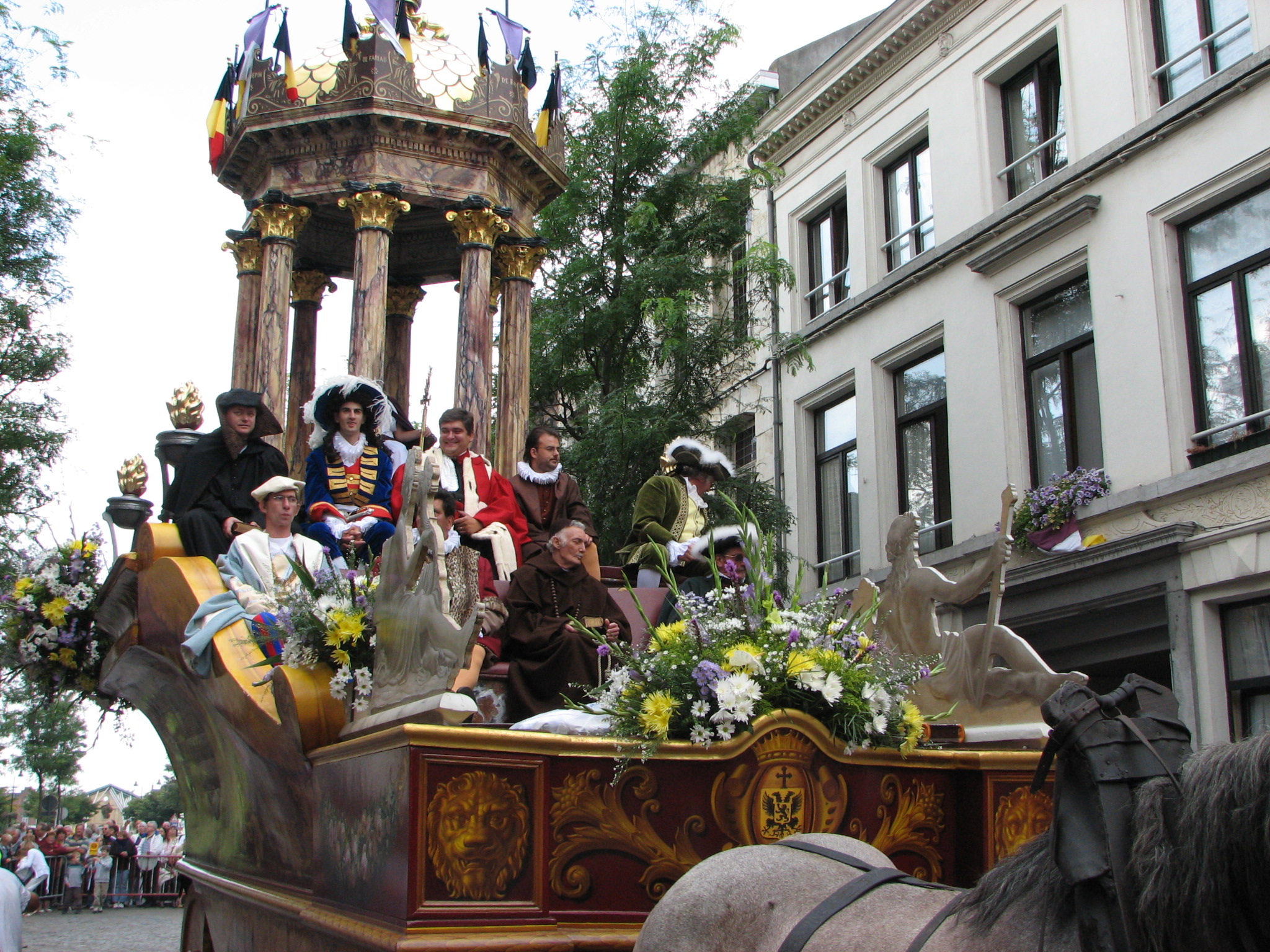
Le char de la Ville d'Ath en 2006

Le char de la Ville d'Ath, conçu en 1850, est le successeur du char de la ville qui figurait dans la procession depuis 1715. La déesse de la ville siège dans un temple monoptère au-dessus des personnalités qui ont illustré l'histoire de la cité. On découvre ainsi :
- Jean Taisnier (1508-v.1562), musicien, astrologue et mathématicien ;
- Michel De Bay (1513-1589), professeur à l'Université de Louvain, théologien du Concile de Trente ;
- Juste Lipse (1547-1603), célèbre humaniste, élève du Collège d'Ath ;
- Jean Zuallart (1541-1634), mayeur (bourgmestre) d'Ath de 1584 à 1634, auteur d'une description de la ville, pèlerin de Jérusalem ;
- Jean III, baron de Trazegnies[e] (v. 1470-1550), châtelain d'Ath de 1540 à 1550 ;
- Jacques de Fariaux (1627-1695), gouverneur militaire d'Ath de 1690 à 1695 ;
- Simon de Bauffe (1676-1738), ingénieur militaire au service de l'Autriche ;
- Louis Hennepin (né à Ath en 1626), explorateur du Mississippi. Il a laissé un récit de ses voyages ;
- Eugène Defacqz (1797-1871), membre du Congrès national puis premier président de la Cour de cassation.

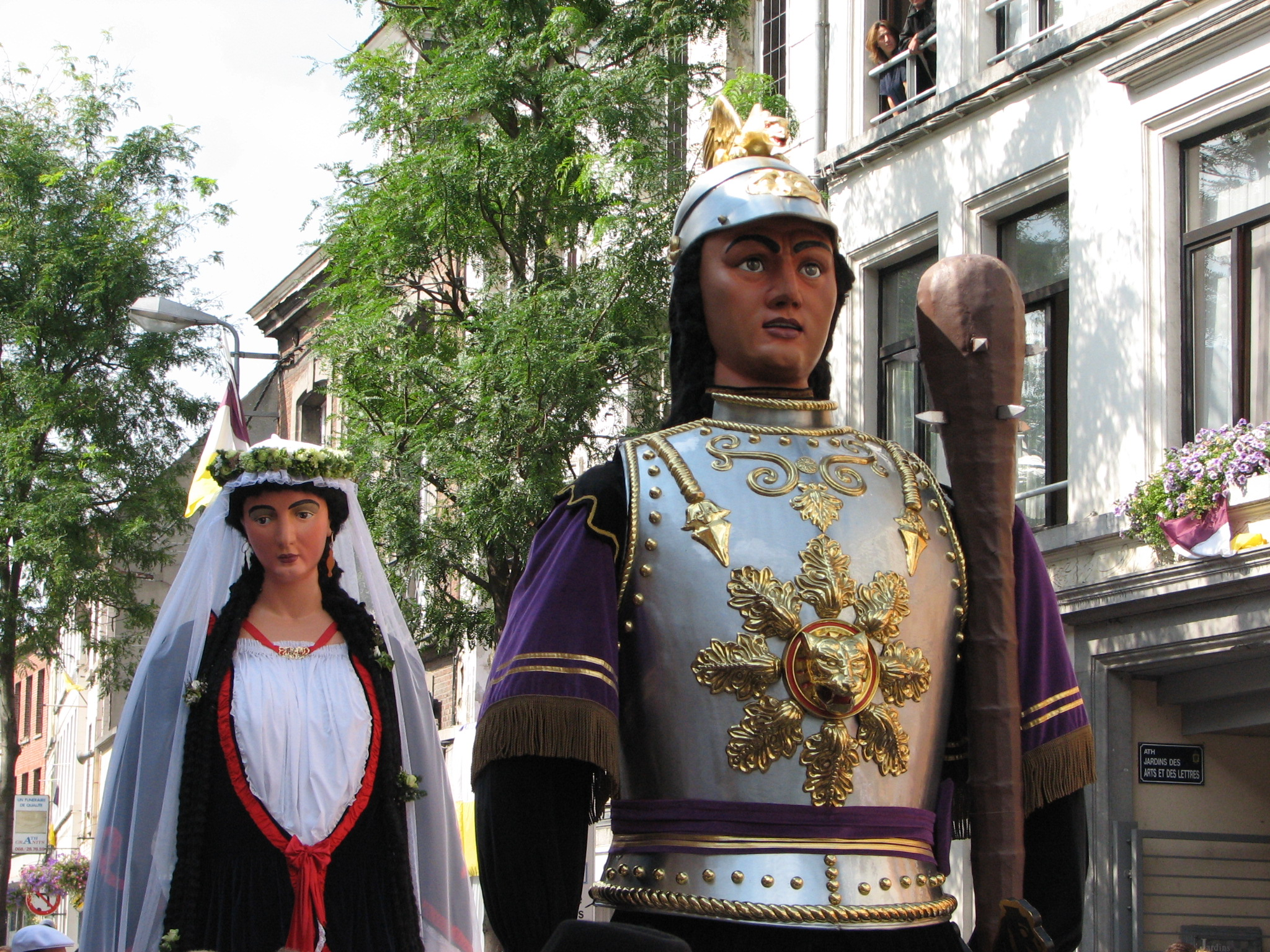
Goliath et Madame Goliath en 2006

Monsieur et madame Goliath dansent sur un air d'origine ancienne, probablement d'origine médiévale, le « Grand Gouyasse », en deux endroits bien précis : le pont du Moulin et le pont du Gâdre au son de la fanfare Saint-Martin d'Ath. David les précède. La garde de Goliath (Magnon, les deux hommes de feuille et les deux Chevaux Diricq) est une sorte de service d'ordre burlesque. 
Le conseil communal termine le cortège. Présents dans le cortège dès le Moyen Âge, les membres du conseil communal sont sur le char de la Ville à partir de 1715. Les calèches apparaissent en 1899.

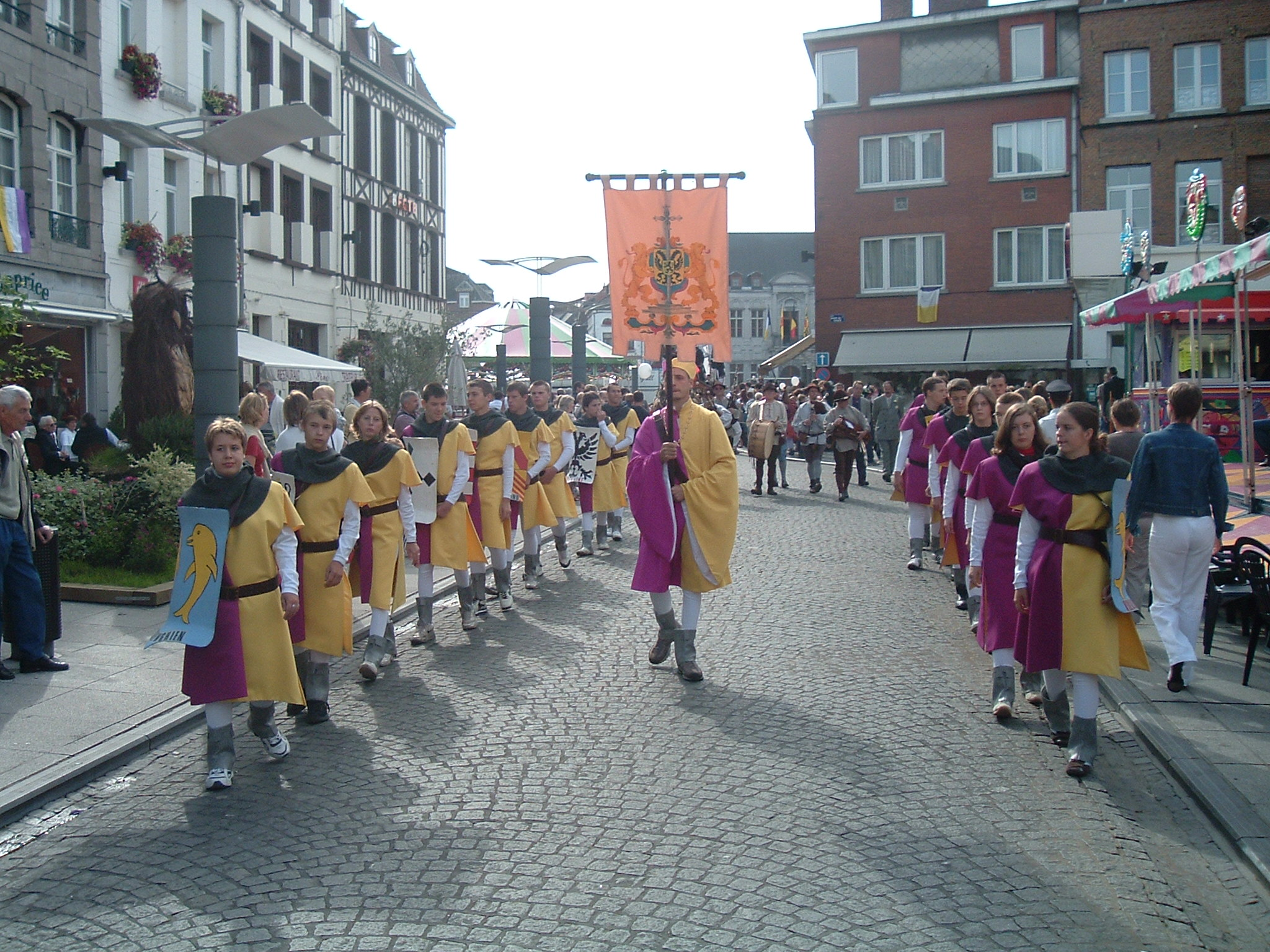
Le groupe de 19 communes en 2004
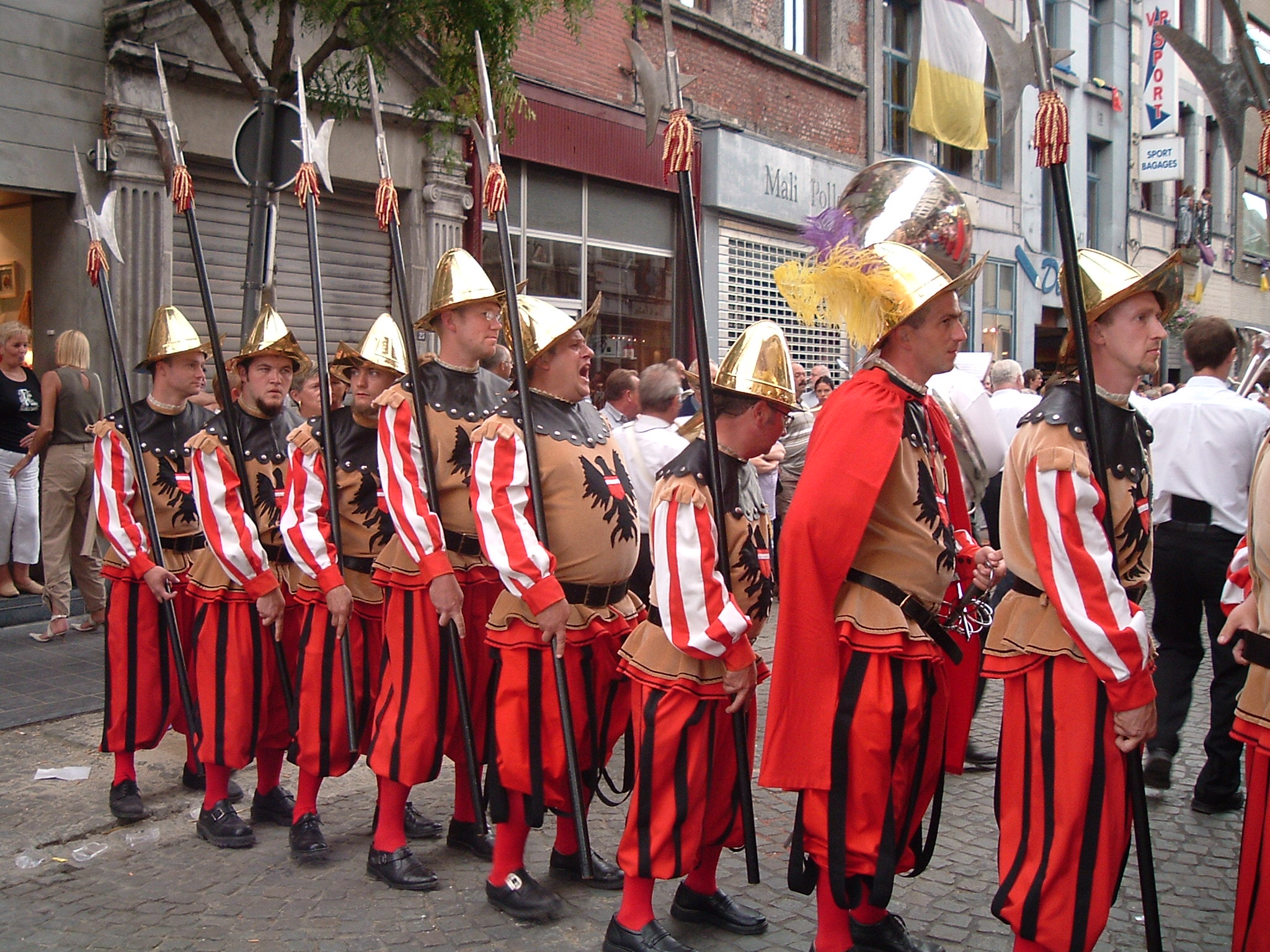
Les Hallebardiers en 2004
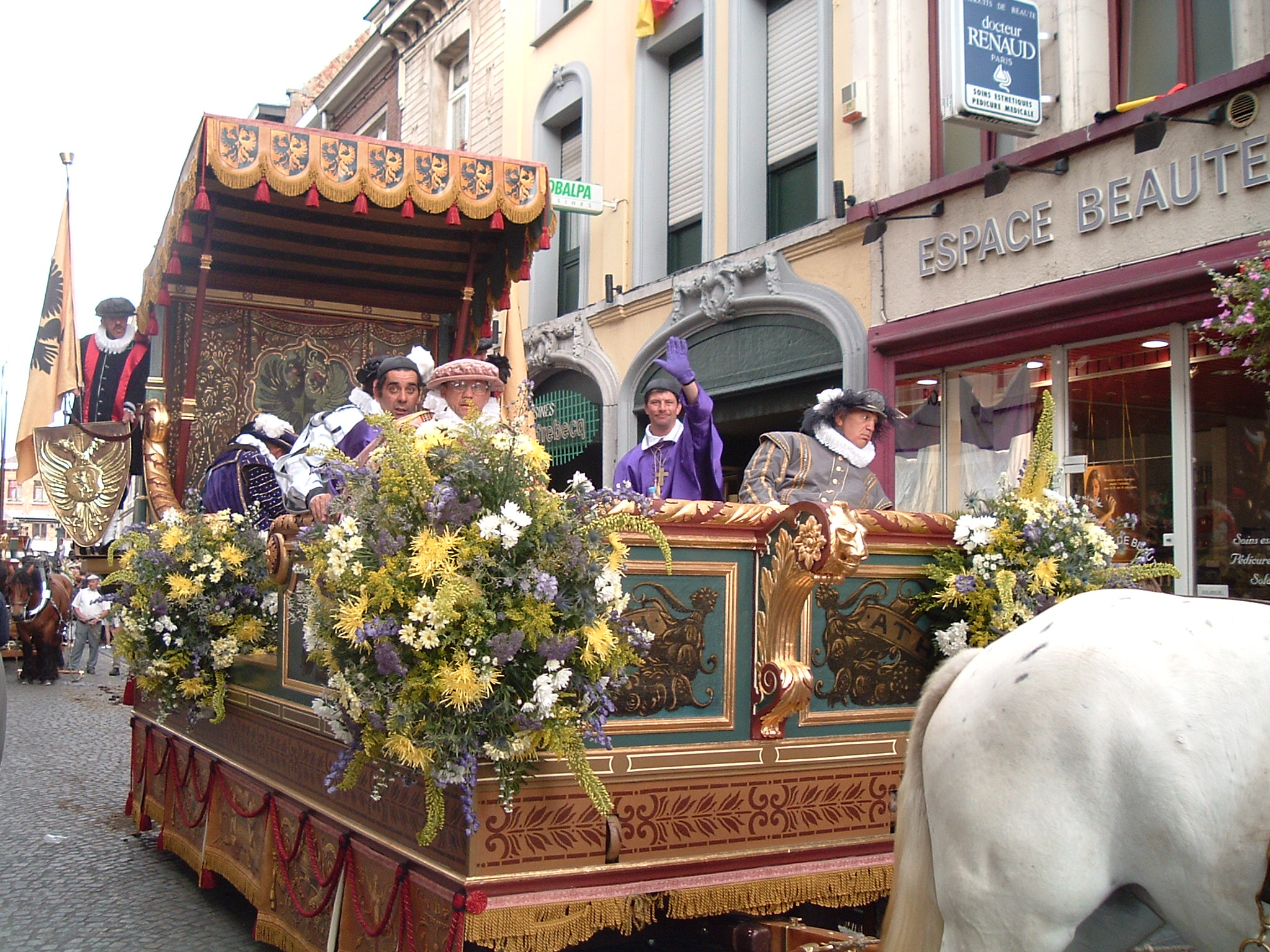
Le Char des États provinciaux en 2004
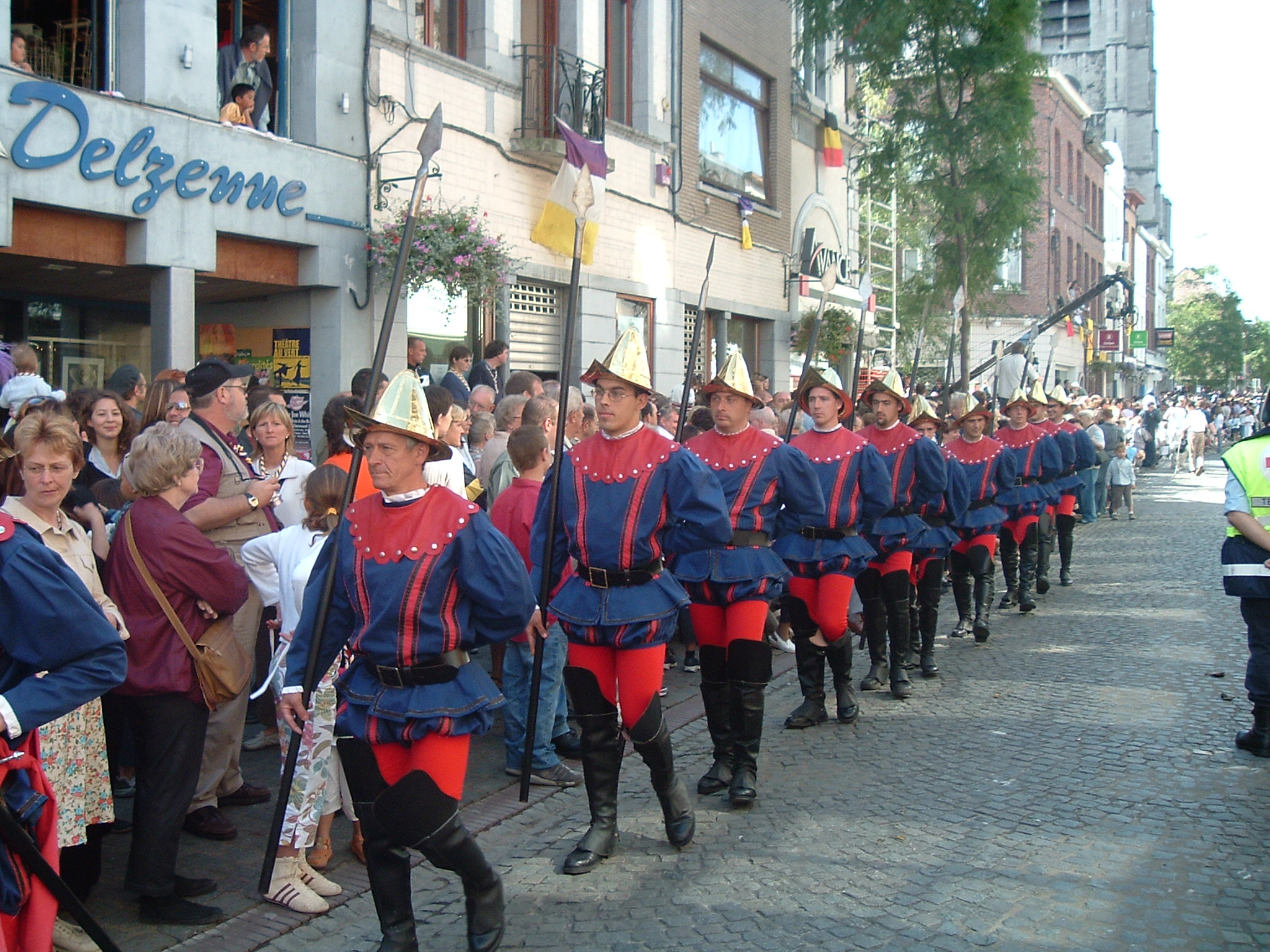
Les hommes d'armes du XVIe siècle en 2004

## Les acteurs

### Les porteurs
Les porteurs sont l'âme des géants. Ce sont eux qui les font danser aux sons des fanfares qui les accompagnent.

Les premiers porteurs de géants étaient probablement des ouvriers du moulin des Estaques, habitués à coltiner de lourds sacs de blé. Jadis, le statut de porteur de géant était réservé à des familles traditionnelles, encore très présentes de nos jours. Mais l'évolution du cortège dans la deuxième moitié du XXe siècle a bouleversé cette donnée. De trois porteurs par géant avant 1934, on en comptait six à la fin des années 1960. Depuis, le mouvement s'est accéléré pour former actuellement des groupes d'environ 12 hommes. Le cheval Bayard (632 kg), quant à lui, totalise deux équipes de 16 porteurs qui l'animent. À l'origine, il s'agissait des membres d'une société de gymnastique locale : la Royale Alliance athoise. Peu à peu, des personnes extérieures se sont intégrées aux différents groupes. Avant d'être porteur, les enfants candidats ramassent les pièces de monnaie jetées par les spectateurs ; plus grands, ils tenteront de soulever le géant et de le faire avancer le lundi de ducasse. Le mardi, tous laissent leur « posture » et se réunissent pour le « banquet des porteurs » dans différents restaurants de la ville.

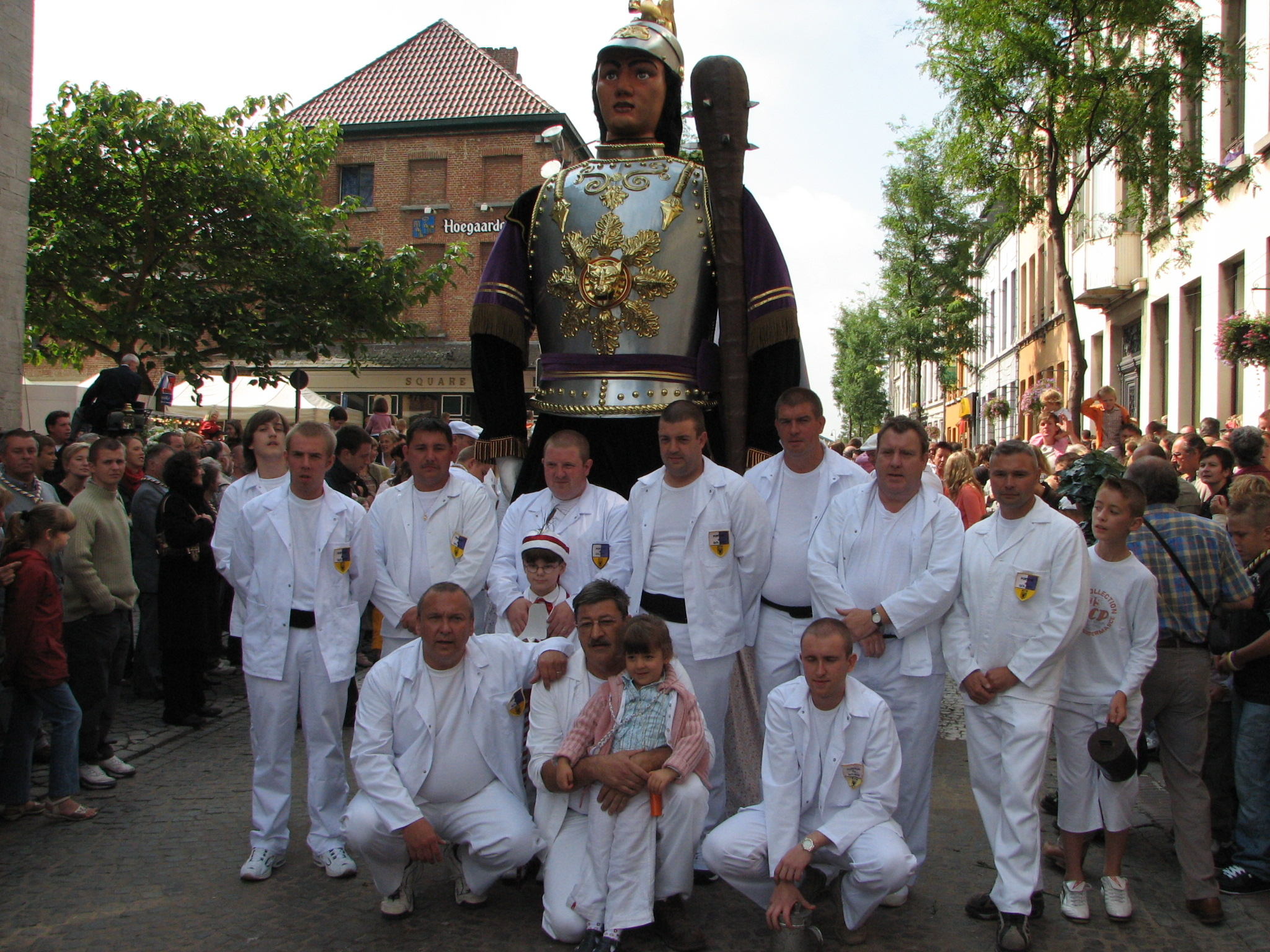
Goliath et son équipe de porteurs en 2006
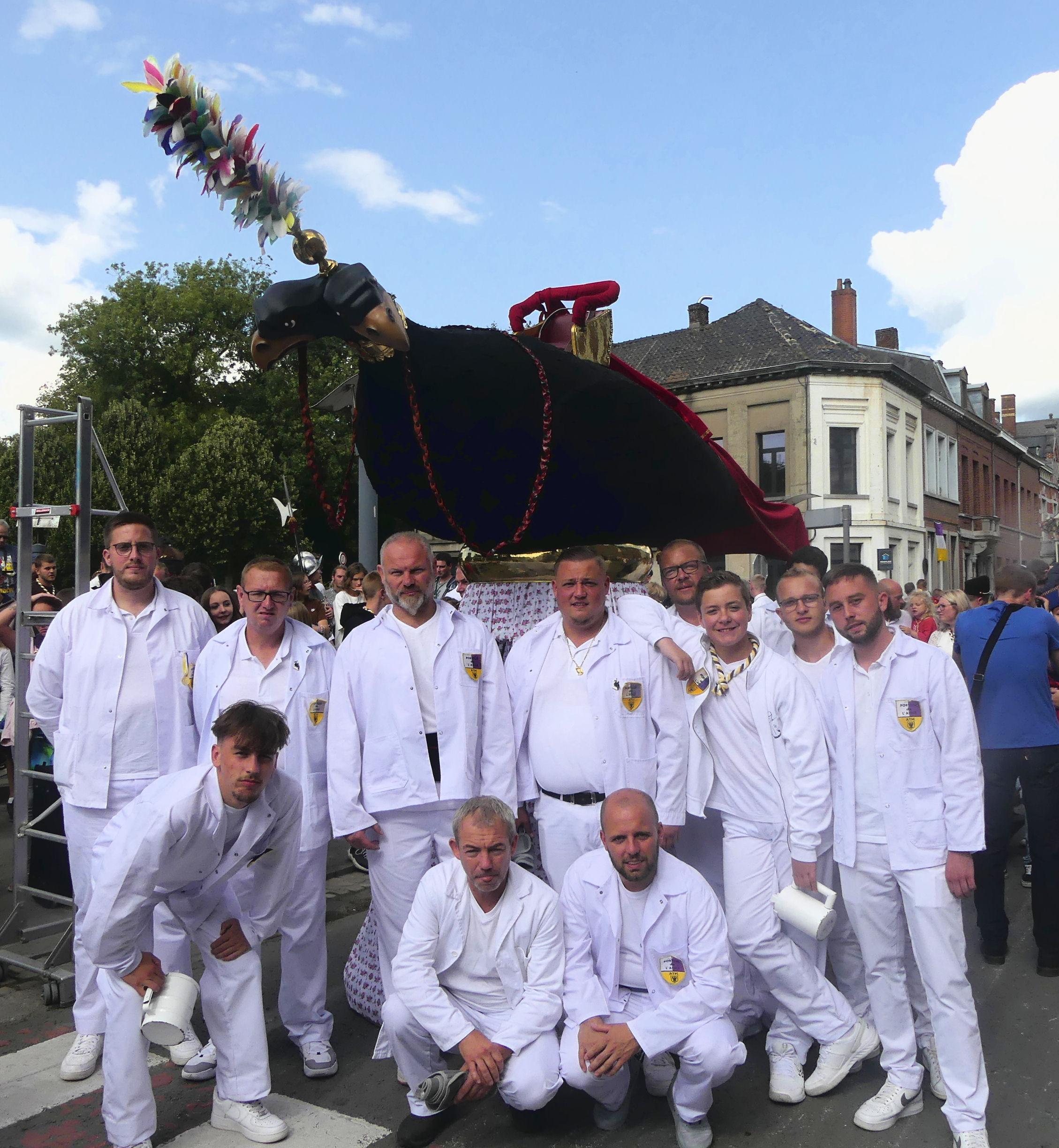
L'Aigle à deux têtes et son équipe de porteurs en 2023

### Le berger David
Le petit berger David est apparenté à la famille des porteurs du géant Goliath. Le samedi, après les Vêpres, sur la Grand-Place, il entame le combat contre Goliath en récitant le Bonimée ; un porteur dissimulé dans le panier du géant lui donne la réplique. Au terme du dialogue, David affronte le géant philistin en lançant une balle qui doit aboutir dans le panier via la lucarne permettant au porteur de se diriger.

### La garde de Goliath

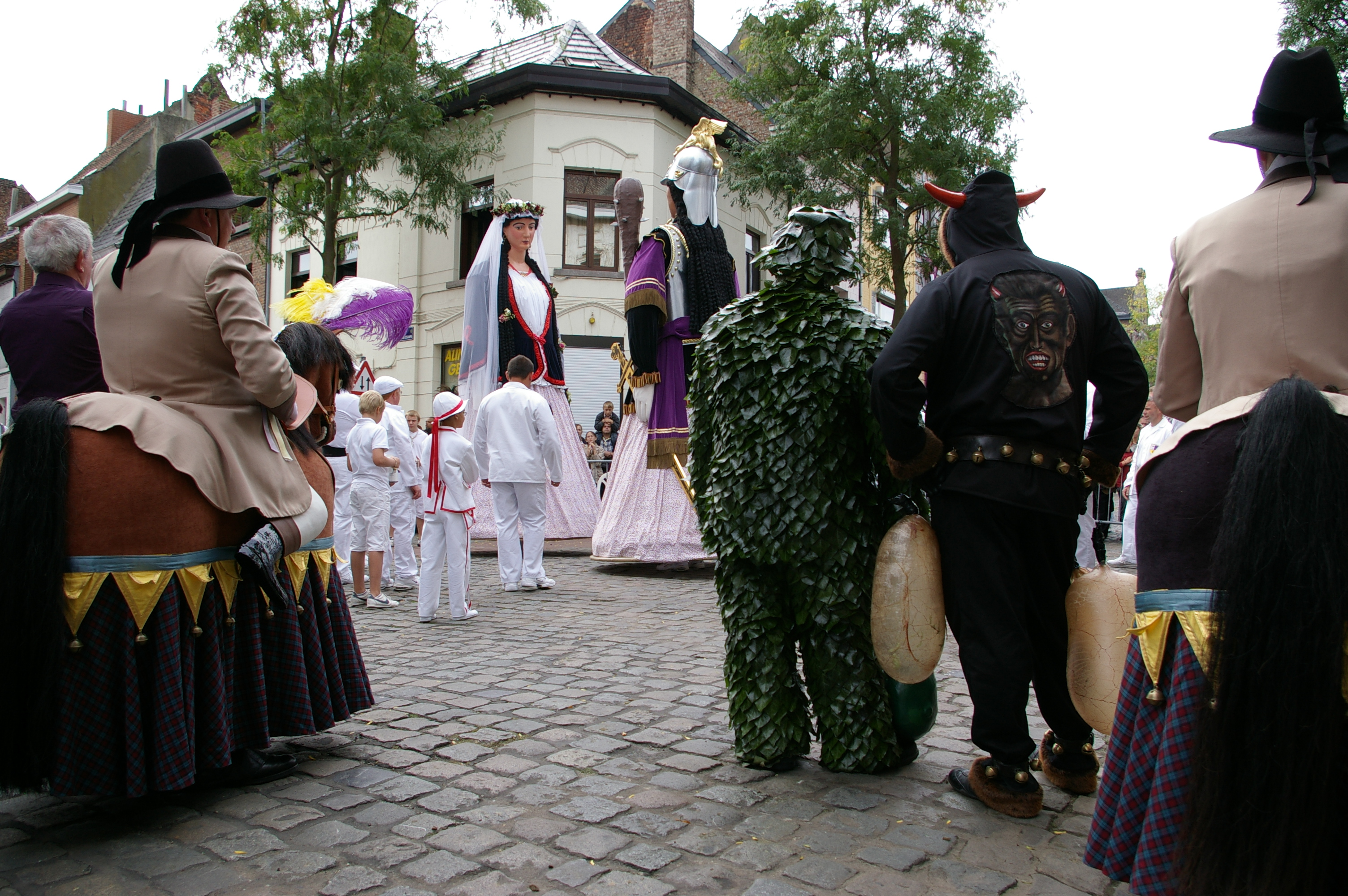
La garde de Goliath.

Ces personnages sont bien connus dans le folklore européen. À Ath, les diables apparaissent dans des processions de l'Ancien Régime. Ils y font la police (ouvrir la voie, tenir les spectateurs à distance) ou, le plus souvent, interviennent dans le tableau de l'Enfer, dans la dramatisation de légendes hagiographiques (St Michel, Ste Gudule, St Antoine, St Médard, etc.), dans un jeu processionnel (combat de St Georges contre le dragon). Ils participent encore au Lumeçon montois. Les hommes sauvages (hommes de feuilles) ont marché dans quelques processions et tenu un rôle dans des jeux de printemps. Figurant toujours dans la procession et le Jeu de St Evermare à Russon, ils restent, à Mons, les alliés du dragon. Après avoir caracolé dans les processions figuratives, animé des fêtes villageoises et des charivaris, les chevaux-jupon jouent encore leur rôle d'auxiliaires à Mons et harcèlent le public dans divers cortèges, carnavalesques ou non. Ces trois types de déguisement qui, dans certaines villes, ont pour mission principale de protéger la marche ou la danse des figures gigantesques, se retrouvent à la ducasse d'Ath.
Emmanuel Fourdin situe, sans preuves, l'apparition du diable athois au début du XVIIe siècle, en même temps que celle des chevaux Diricq et des hommes sauvages. Il place leur résurgence commune au début du XIXe siècle. Cependant, le programme de 1809, auquel il se réfère, ne les reprend pas. Le personnage est surnommé « Magnon » depuis 1858, sobriquet du figurant de l'époque. Le nom est resté. Magnon est armé d'une vessie de porc dont il se sert pour faire reculer la foule au passage des géants.
Au moins depuis 1749, seule année où ils sont notés dans les comptes municipaux du XVIIIe siècle, deux hommes sauvages servent « à ranger la procession ». Il paraît certain qu'ils existaient plus tôt. Ces hommes sauvages n'étaient pas encore des hommes de feuilles au XVIIIe siècle : en 1749, un tailleur leur confectionne habit, culotte, bonnet en toile verte. Le support est actuellement une salopette. Ce travesti est préparé par l'homme sauvage ou par son épouse. C'est un travail délicat, chaque feuille étant cousue à la main, qui exige une quinzaine d'heures. Lorsqu'ils doivent refouler la foule, les hommes de feuilles se bornent à courir le long des trottoirs en criant : « Allez ! Circulez ! ». S'ils s'arrêtent, la massue haute, il est bien rare qu'ils la laissent retomber sur la tête d'un récalcitrant. Ceci à l'opposé de Magnon, dont les coups sonores ne se comptent pas.
Les chevaux-jupon sont toujours, sauf en 1790 (« chevaux postiches »), nommés chevaux Diricq dans les documents municipaux, baudets Dirick par Delcourt, baudets Diricq par Nachez. Diricq étant un vieux patronyme athois, ils tiennent probablement cette appellation de leur premier constructeur ou cavalier. Un Michel Diricq reconstruit le « char de la Carmesse » en 1749, il n'est pas exclu qu'un des ancêtres de cet homme de métier ait fabriqué, avant 1713, le cheval qui porte son nom. Les chevaux Diricq disparaissent du cortège en 1850 mais y reviennent en 1981, lors des festivité du 500e anniversaire de Goliath.

### Les figurants
En 2014, 422 figurants participent au cortège dans quinze groupes différents. Certains personnages ont les faveurs du public. Ils brillent souvent par leur caractère pittoresque et assurent leur rôle pendant des dizaines d'années. 
En 1969, le cortège manquait cruellement de figurants. L'armée n'avait pu fournir son effectif habituel. Des jeunes du Patro de Flobecq, d'Enghien et ensuite d'Ath s'investirent dans la figuration sur les chars. Dès ce moment, l'engouement pour la fête ne cessa de s'accroître. En 1974, il y avait trop de figurants. René Sansen, sculpteur et archéologue local, proposa de créer un nouveau groupe autour du Canon du Mont Sarah pour évoquer la révolution de 1830. Ce groupe est aujourd'hui bien intégré au cortège du dimanche et défile également avec des flambeaux le samedi soir. L'association « Rénovation du Cortège » est née dans ce contexte. Elle a joué un rôle essentiel dans la revalorisation et la redynamisation des festivités.

#### Le Diable (anciennement "Sauvage")
Depuis au moins 1873, la Barque des Pêcheurs napolitains présente à sa proue un singulier personnage. Le Diable (anciennement nommé "Le Sauvage") est un des éléments spectaculaires du cortège par ses facéties et ses cris. 
À l’origine, il ne représente pas un Africain, mais bien un Amérindien issu d’une île légendaire de Gavatao (qu’on pourrait situer dans les Caraïbes). Il s’agit en effet d’une représentation stéréotypée d’un Amérindien (peau noire, pagne et coiffe à plumes, massue, anneaux) telle qu’on peut la retrouver dans de nombreuses illustrations depuis le 17e siècle. D’autres exemples de cette représentation stéréotypée existent dans des festivités traditionnelles : le géant l’Indien à Termonde, ou les gardiens qui escortent le Bœuf gras lors du carnaval de Paris.
Dès 2019, l'association Bruxelles Panthères, rejointe par d'autres associations, pointe le problème que représente le blackface et demande auprès de l'UNESCO le retrait de la ducasse d'Ath du patrimoine culturel immatériel,,,.
En août 2022, la même association interpelle de nouveau l'UNESCO à la suite d'une nouvelle présentation du personnage lors de l'édition 2022, en ajoutant qu'il existe un autre personnage du nom du « Diable Magnon » qui pose le même problème.
Finalement, le 2 décembre 2022, le comité intergouvernemental de l'UNESCO annonce avoir décidé à l'unanimité le retrait de la ducasse d'Ath de la liste du patrimoine culturel immatériel en raison de la présence dans le cortège « d’un personnage noir enchaîné appelé “le Sauvage” traduisant un caractère raciste et discriminatoire en contradiction avec les principes fondateurs de l’UNESCO et avec l’exigence d’un respect mutuel prévue dans l’article 2 de la Convention,,. »
En 2024, le personnage du Sauvage est renommé "Le Diable" . Sa tenue, ses accessoires et son maquillage sont également modifiés, ses chaînes supprimées, pour réaffirmer le caractère fantastique et non-humain du Diable pour veiller à ne pas heurter d’autres communautés, tout particulièrement les populations afro-descendantes. Il en va de même pour le personnage du "Diable Magnon" qui arbore désormais un visage rouge.

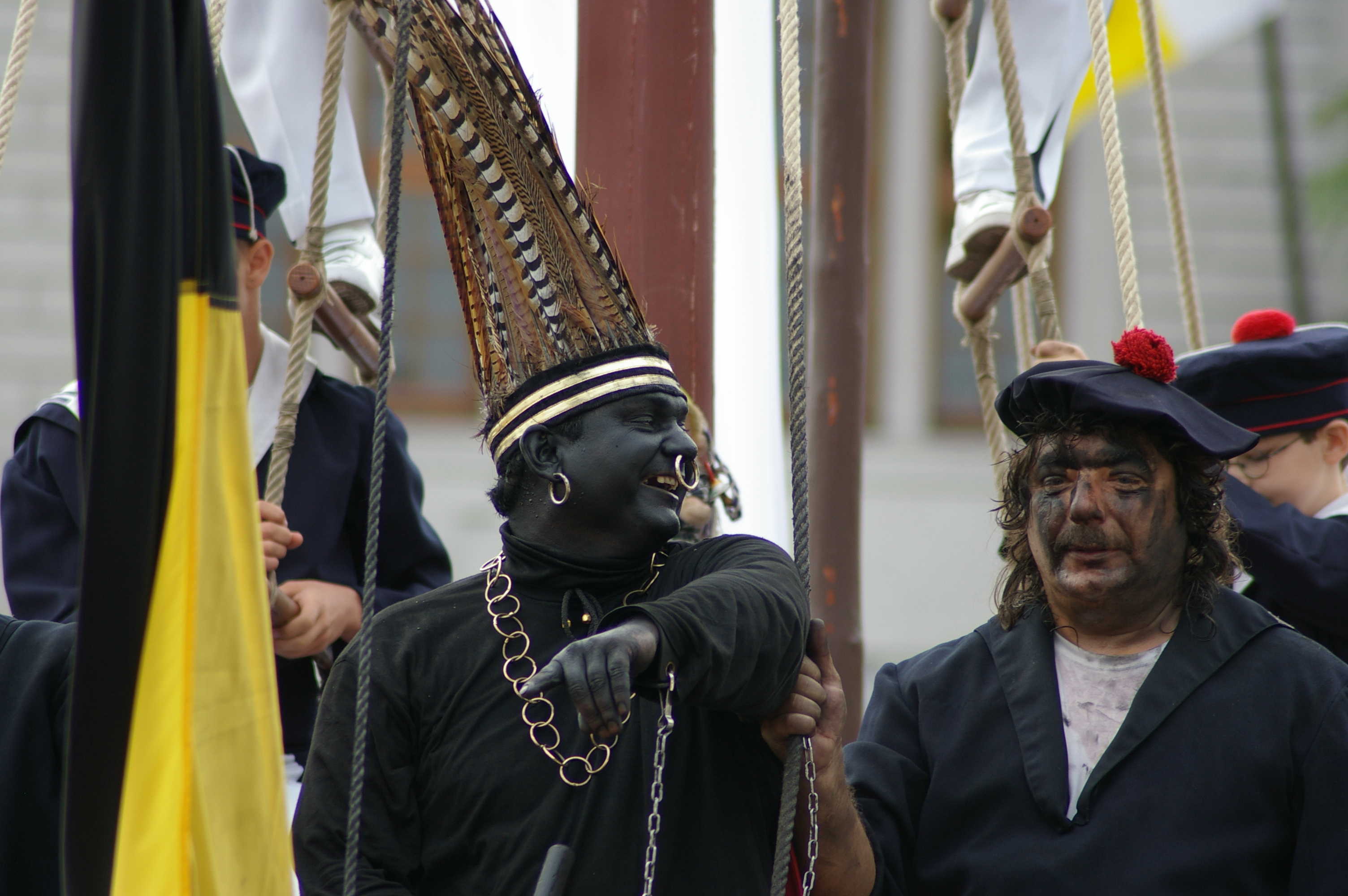
Le Sauvage en 2008
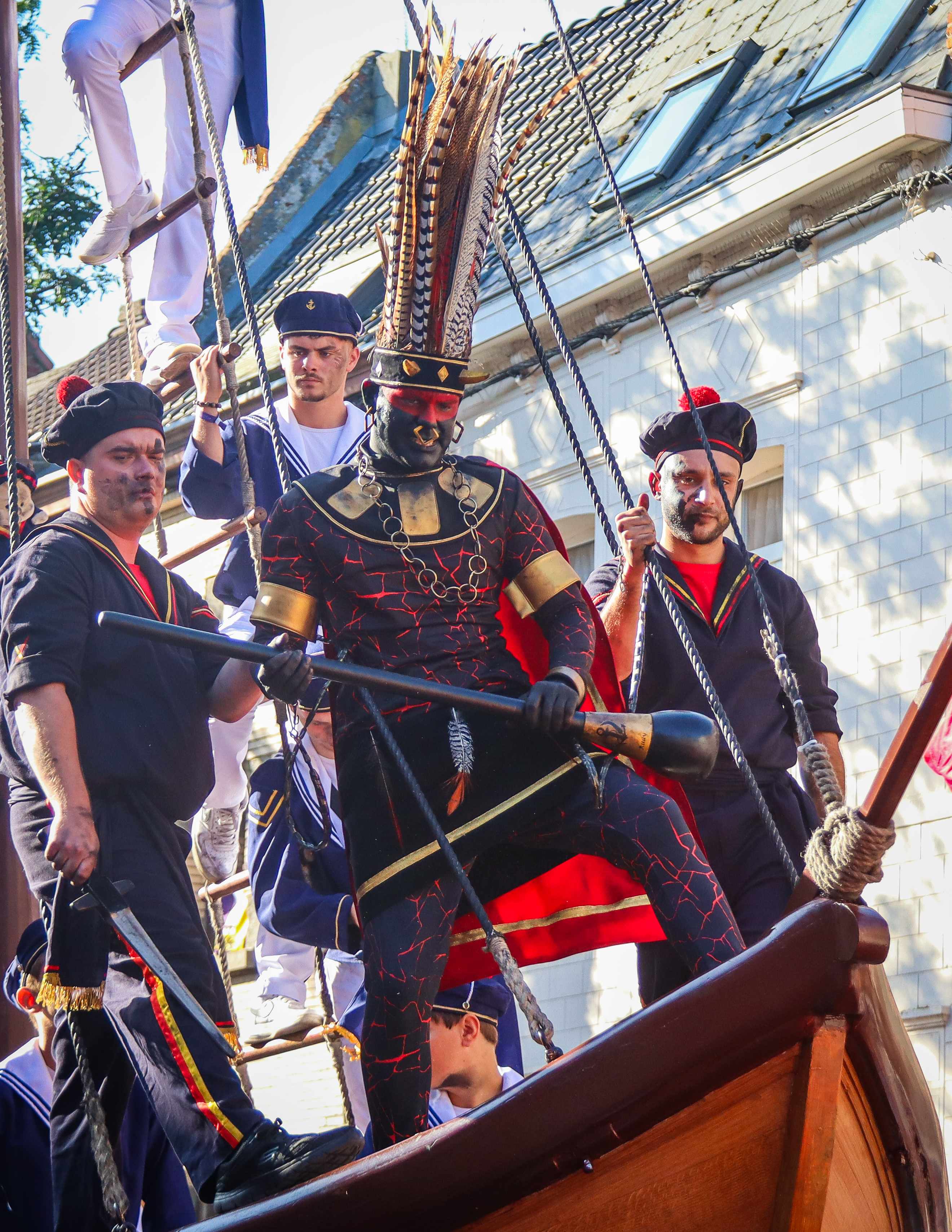
Le Diable en 2024

### Les fanfares

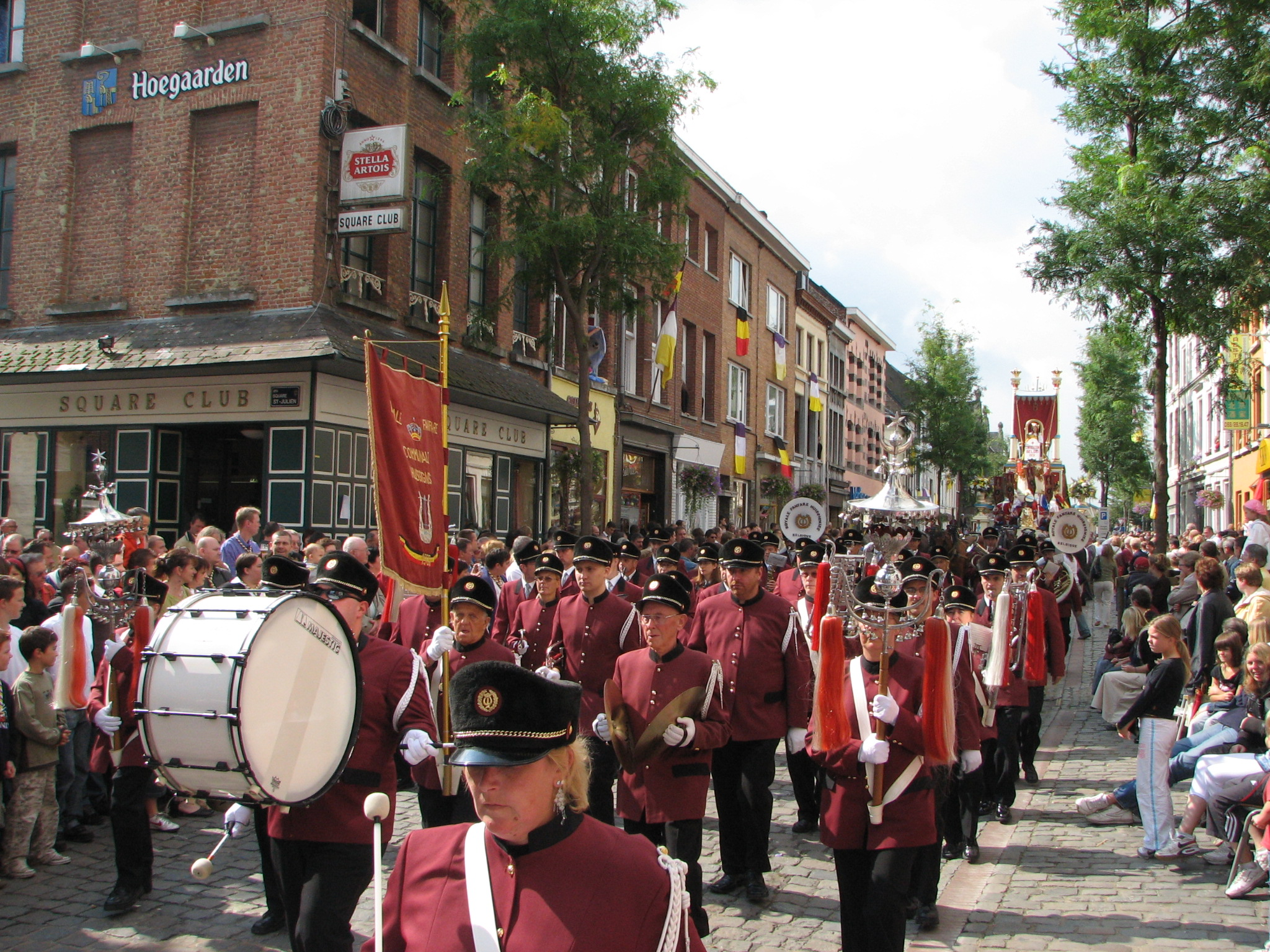
La fanfare de Huissignies en 2006

Chaque géant danse aux sons d'une fanfare qui lui est propre. Ainsi, la fanfare de Meslin-l'Évêque accompagne l'Aigle à deux têtes depuis 1983, la Royale Union des Fanfares de Moulbaix-Ligne accompagne Samson, la fanfare Saint-Denis d'Irchonwelz fait danser Ambiorix, la fanfare de Lorette (Ath) suit Mademoiselle Victoire, la fanfare de Huissignies entoure le cheval Bayard et la fanfare Royale Union Saint-Martin (Ath) fait valser Goliath et Madame.
Certaines danses sont traditionnelles. Goliath et Madame dansent sur les anciens ponts de la ville le "Grand Gouyasse", suivie de la Ducasse d'Ath et du Faubourg de Tournai. Depuis la fin du XXe siècle, chaque géant s'est doté d'une chanson qui lui est propre : La valse de l'Aigle (C. Cannuyer/R. Herstens), La Chanson de Samson (C. Cannuyer/R. Hertsens et Y. Dumont), Ambiorix, La Chanson de Mam'zelle (M. Lefebvre) et Bayard 50 (M. Lefebvre/P. Monnier) et Happy Bayard (O. Jorion).

### Les conducteurs de chevaux

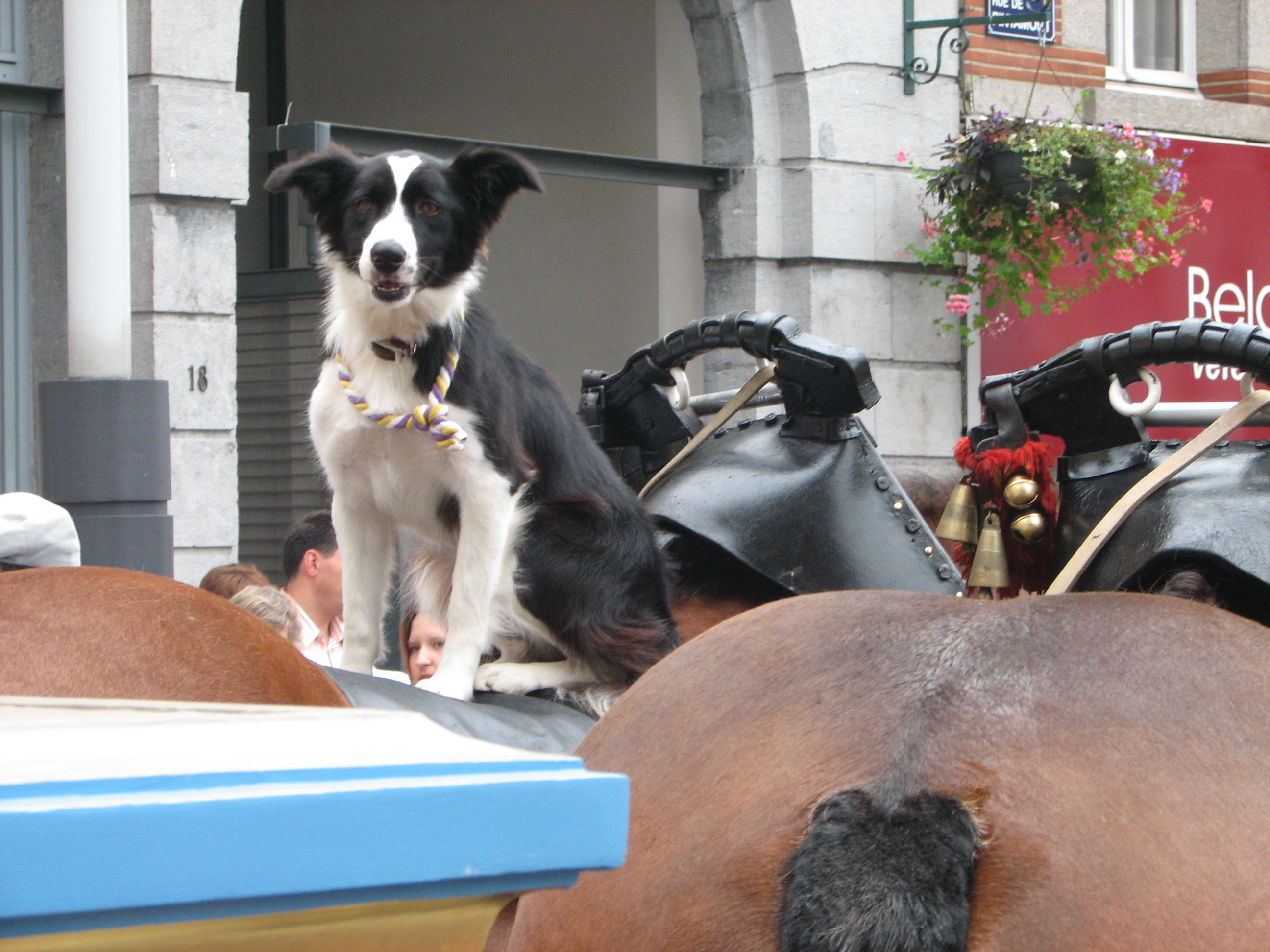
Le chien sur le cheval.

Les chevaux de trait sont indispensables au cortège. Quelques agriculteurs les élèvent quasi à cette fin. Selon le char, 4 ou 6 chevaux sont attelés. Les chevaux sont accompagnés en permanence par leurs éleveurs. Des poulains sont intégrés au cortège pour les habituer au bruit et à la foule. Des images d'archives nous montrent des chars parfois délaissés par leurs figurants ou entourés d'un public parsemé. En 1966, un tracteur tire le char de l'agriculture. La même année, faute de chevaux, le char de la navigation reste au hangar. La tendance s'est inversée au début des années 1970.
Un chien vivant est assis sur un des chevaux du char des 9 provinces.
Présent dans les années 1970 (son nom était Tobby), il avait disparu du cortège avant d'y revenir au début du XXIe siècle.

### Les habilleurs

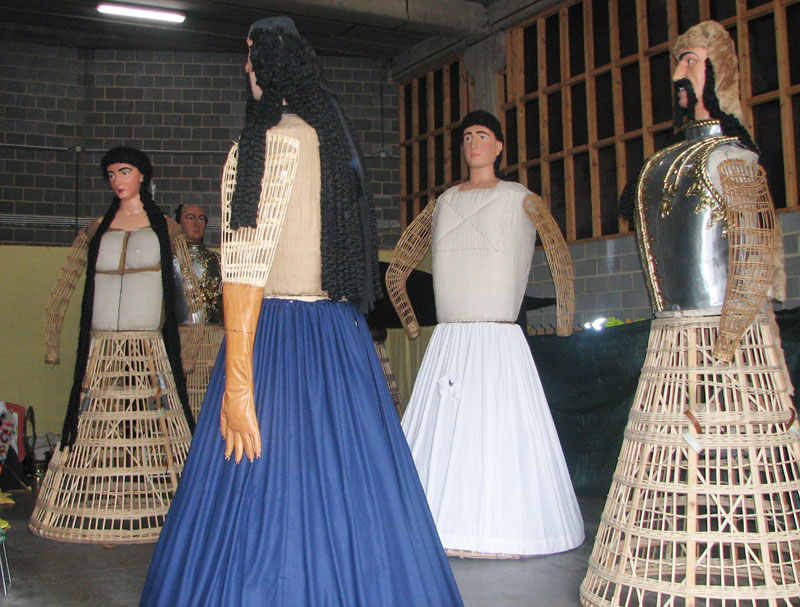
Préparation des géants d'Ath avant la ducasse.

Le montage et de l'habillage commencent quelques jours avant la fête. Quatre personnes, deux monteurs, un(e) habilleus(e) et un(e) coiffeus(e), sont chargées de cette mission jadis entourée de « secrets ». De nos jours, on joue sur la transparence et les Athois peuvent désormais assister à ce cérémonial qui se déroule dans l'ancienne caserne des pompiers.
On place d'abord le buste sur le panier avant d'équilibrer le tout. Après avoir été soigneusement dépoussiérés, on habille l'Aigle à deux têtes et les géants selon un ordre bien établi : Samson (le plus facile), Ambiorix, Mademoiselle Victoire, Goliath, Madame Goliath (la plus difficile). La matinée du samedi est consacrée à une dernière inspection, à la pose des fleurs fraîches de Madame Goliath et au réglage des courroies du joug et du coussin de tête suivant la taille et les habitudes des porteurs.
Le cheval Bayard demeure, avec les chars et les paniers des géants, au hangar communal, zoning des Primevères jusqu'au dimanche matin. On le débâche, le nettoie et apporte quelques petites restaurations. Les bustes des géants sont, quant à eux, stockés dans une salle à part de la bibliothèque communale.

## Traditions de ducasse

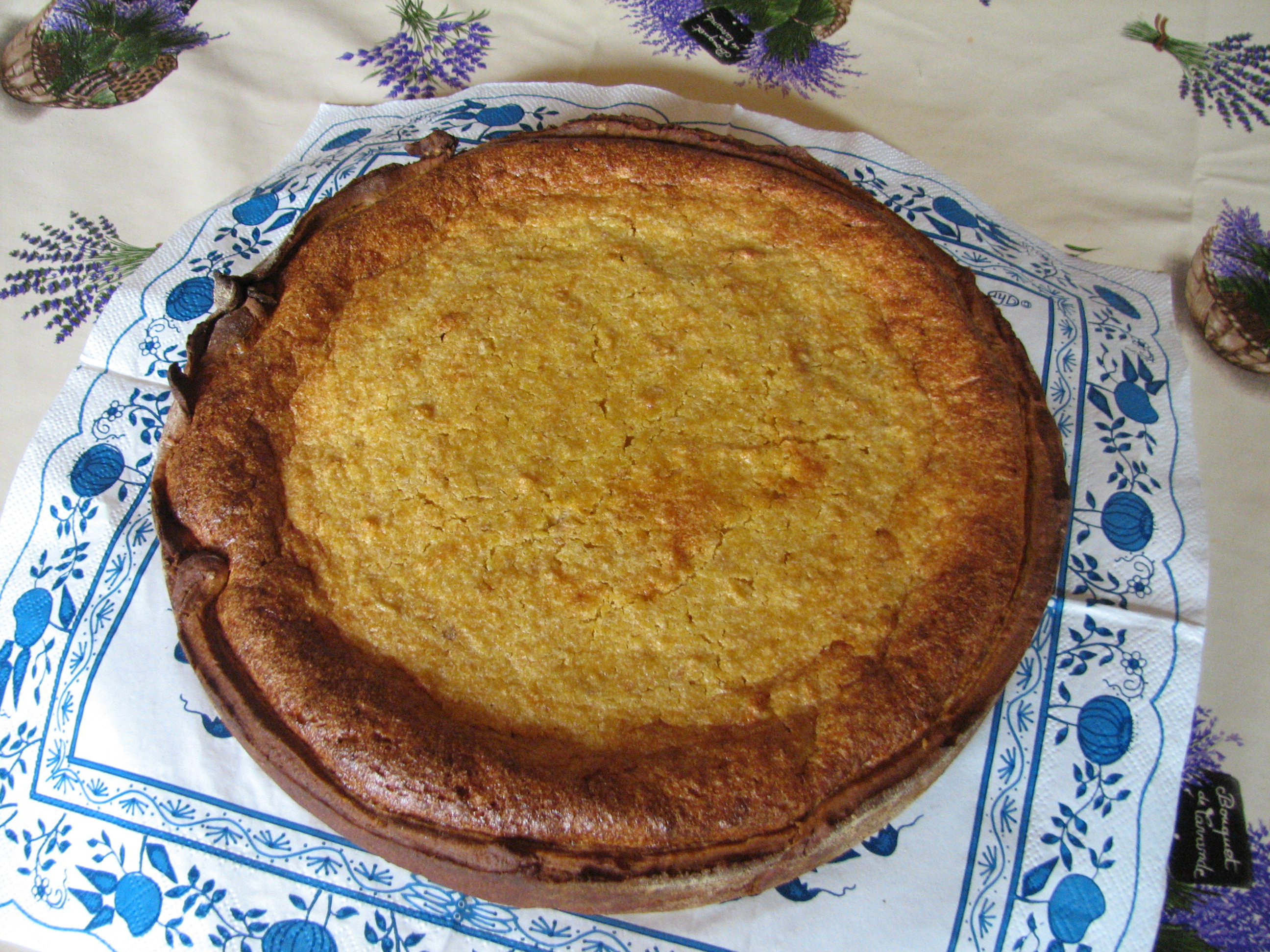
Tarte à masteilles.

Il est de tradition d'offrir à la maîtresse de maison un bouquet de glaïeuls aux couleurs de la ville (jaune, blanc, mauve). Il s'agit d'une tradition assez récente, apparue dans les années 1980. Les glaïeuls sont des fleurs de saisons aux multiples coloris. Les fleuristes en ont fait un produit de ducasse, adopté par la population.
Le « 8 de septembre », on mange des moules dans les cafés, restaurants et sièges d’associations. Ce souper aux moules a une origine incertaine. Une tradition, probablement fantaisiste, raconte que, dans les années 1930, « Moumoule », poissonnier à Ath, était revenu de la Côte belge avec sa charrette à chiens pleine de moules. En état d'ébriété avancée, il se serait mis à distribuer les moules sur la Grand-Place. Depuis ce jour, les Athois perpétueraient cet événement. Plus prosaïquement et plus sérieusement, on peut estimer que jadis, il fallait quelques jours pour acheminer les moules de la côte vers la ville. Septembre étant le premier mois en « r », on profitait de la fin de la fête pour déguster ce mets très apprécié dont on avait été privé depuis mai. On peut rapprocher cette coutume du plat traditionnel de la braderie de Lille, qui a lieu le premier week-end de septembre.
Pendant la période de fête, on déguste la « tarte à masteilles » ou « tarte Gouyasse ». L’origine de cette tarte se perd dans les brumes de l’histoire. L’existence d’une tarte d’Ath est attestée en 1529. En 1810, c’est la première mention d’une tarte Goliath. Chaque famille a sa recette, ses proportions d'ingrédients. Le moment privilégié pour la dégustation de la tarte à masteilles est, sans conteste, les instants qui suivent le combat entre David et Goliath. On l'accompagne d'un verre de vin de Bourgogne. Le « vrai » Athois n'en mangera que jusqu'au « 8 de septembre » et attendra la prochaine ducasse pour la déguster à nouveau.

## Activités traditionnelles annexes

### Le tir à l'arc

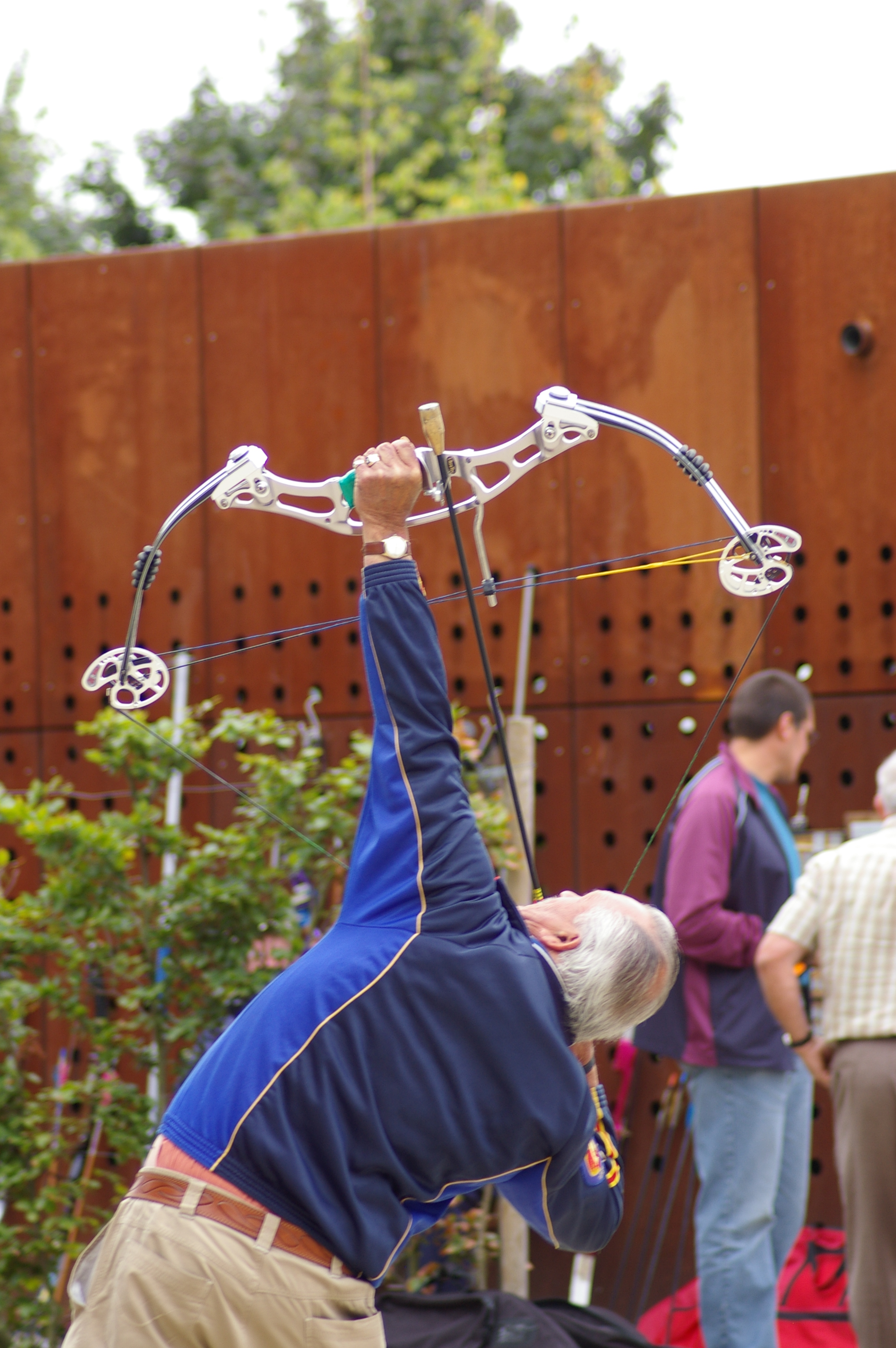
Tir à l'arc. Vendredi de la ducasse d'Ath.

Le tir à l'arc, sport traditionnel, a toujours fait partie des cérémonies. Les confréries d'archers (Saint-Sébastien, Saint-Nicolas et Sainte Christine) participaient sous l'Ancien Régime, à la défense de la ville. Ils marchaient dans la procession aux côtés du géant Tirant au moins depuis le XVIIIe siècle.
Au début du XIXe siècle, il y avait deux sociétés d'archers : l’Assomption, fondée en 1802, qui utilisait la perche de l'Esplanade et l’Union, qui tirait au berceau, c'est-à-dire à la cible. Le tir du bourgmestre se déroule toujours le vendredi dans le cadre de la ducasse. Un deuxième tournoi, organisé comme le premier par la Société royale les archers St-Nicolas d'Irchonwelz a lieu le lundi de la ducasse. Les prix sont placés sur une herse qui est hissée en haut d'un mât.

### Le jeu de balle
Le jeu de balle est avec le tir à l'arc, le sport le plus pratiqué pendant la ducasse. Il est attesté à Ath depuis le XVe siècle. Les règlements du début du XIXe siècle laissent à penser qu'il s'agit de balle pelote. À cette époque, les équipes ne sont pas constituées mais regroupent des joueurs par quartiers ou par villages. Il n'y a pas de championnat organisé. De nos jours, la finale du grand prix de la ville d'Ath a lieu le 8 septembre, dernier jour de la ducasse, depuis 1857. Des équipes de renom s'y affrontent devant un public averti et passionné.

### Le lâcher de ballons

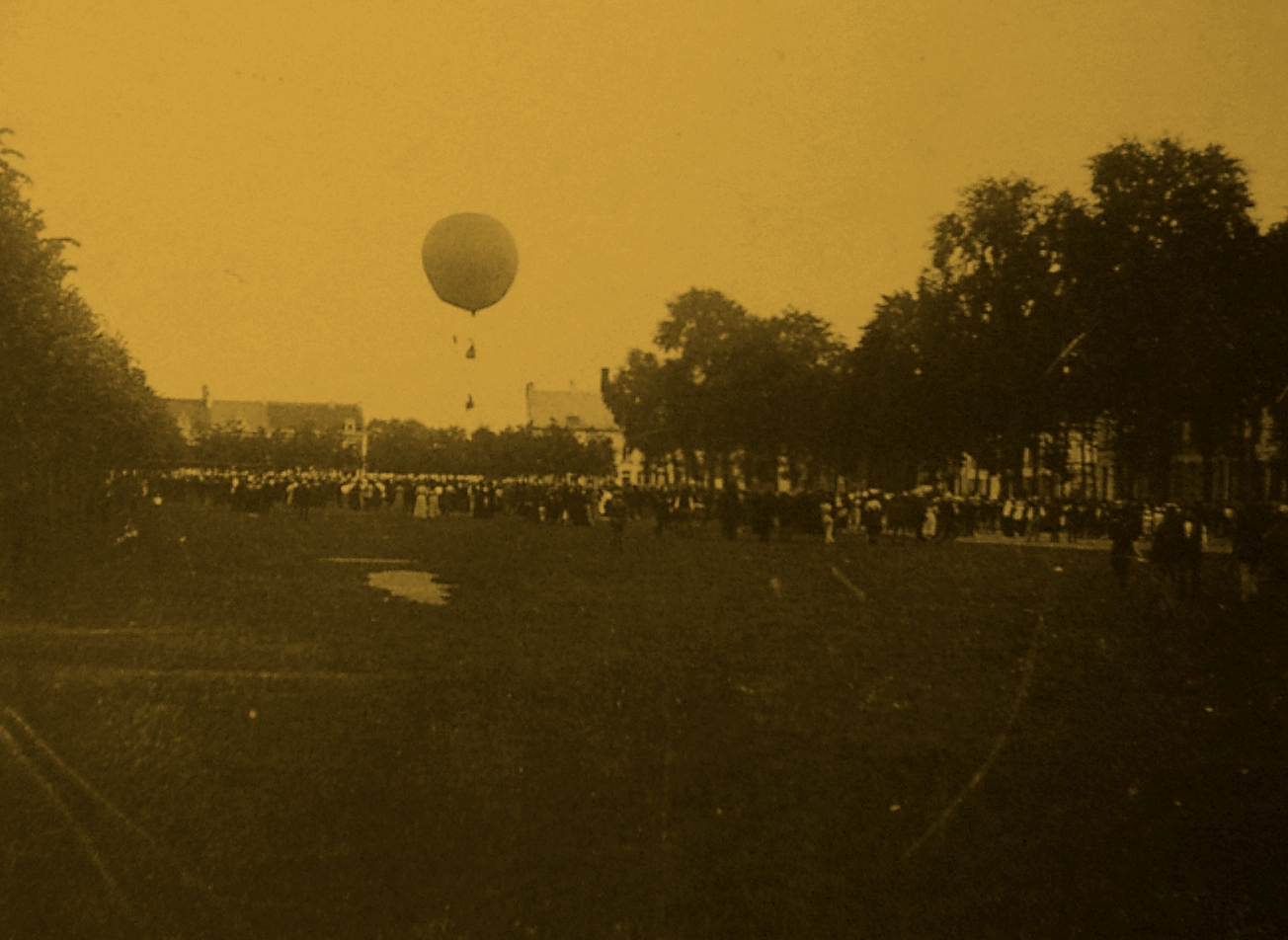
L'envol du ballon à gaz le 28 août 1899.

Un lâcher de ballon existait déjà dans les années 1840. Un ballon lumineux était lâché après le bal de la Société philharmonique d'Ath (créée en 1783). Vers 1850, lorsque la fête devint communale, les autorités la prirent en charge. La ville fournit le gaz des ballons, dont le volume a pu atteindre 900 m3.
À la fin du XIXe siècle, c'est sur l'Esplanade que le ballon est lâché. L'affiche officielle des fêtes communales de 1905 renseigne pour la première fois une « grande fête aérostatique ». Il faudra attendre les années 1920 pour que l'événement se déroule systématiquement, chaque année, le lundi de la ducasse. Un seul ballon, gonflé au gaz puis à l'hélium, s'envole, en début de soirée, avec parfois à son bord une autorité communale. En 1989, la fête se transforme en un festival de montgolfières, plus spectaculaire et mieux apprécié du public. De nos jours, une seule montgolfière s'élance de l'Esplanade au son de la Fanfare Union Saint-Martin d'Ath (faubourg de Tournai).

### Jeux populaires disparus
Dès 1835, l'administration communale organise, dans le cadre de la ducasse, des jeux pour célébrer les Journées de septembre. Ces fêtes sont destinées à rappeler « la délivrance de la ville du joug hollandais ». Tout au long du XIXe siècle, au moins jusqu'en 1905, la population a pu participer à différents tirs (arbalète, carabine…) la course en sac, la course aux ânes, la course aux canards, le mât de cocagne, le jeu de cuvette, le jeu de bricolet, etc. Ce dernier est attesté à Tournai au XVe siècle et à Ath au XVIIIe siècle. Il consiste à lancer une boule en bois de charme emmanchée sur une pointe de métal entre un portique ou un arceau enfoui dans le sol et fixé à une poutre de chêne.

### Le feu d'artifice
Un « brillant feu d'artifice » est tiré le 3 septembre 1905 à l'occasion du 75e anniversaire de la révolution belge. Dès 1907, le feu d'artifice entre dans les habitudes. Il a lieu désormais le 8 septembre, est tiré depuis la tour de l'église Saint-Julien et met un point final à la fête.
En 2004, il est annulé en hommage aux pompiers disparus dans la catastrophe de Ghislenghien. Par contre, en 2006, un feu d'artifice exceptionnel conclut le « brûlage des marronnes » pour célébrer sa 20e édition.

## Patrimoine culturel immatériel de l'humanité
En 2005, la ducasse d'Ath est proclamée « chef-d'œuvre du patrimoine oral et immatériel de l'humanité » et, en 2008, elle est inscrite sur la liste représentative du patrimoine culturel immatériel par l'UNESCO. Une candidature franco-belge avait été déposée auprès de l’Unesco pour la troisième proclamation des chefs-d'œuvre du patrimoine oral et immatériel de l'humanité le 31 octobre 2004. Cette candidature était relative aux géants et dragons processionnels d'Europe occidentale. Avec la ducasse de Mons, elle rejoint ainsi le carnaval de Binche parmi les manifestations wallonnes inscrites.
Fin 2022, la ducasse est retirée de la liste en raison de la présence du personnage du « Sauvage » (voir plus haut).

## Activités annexes et produits dérivés

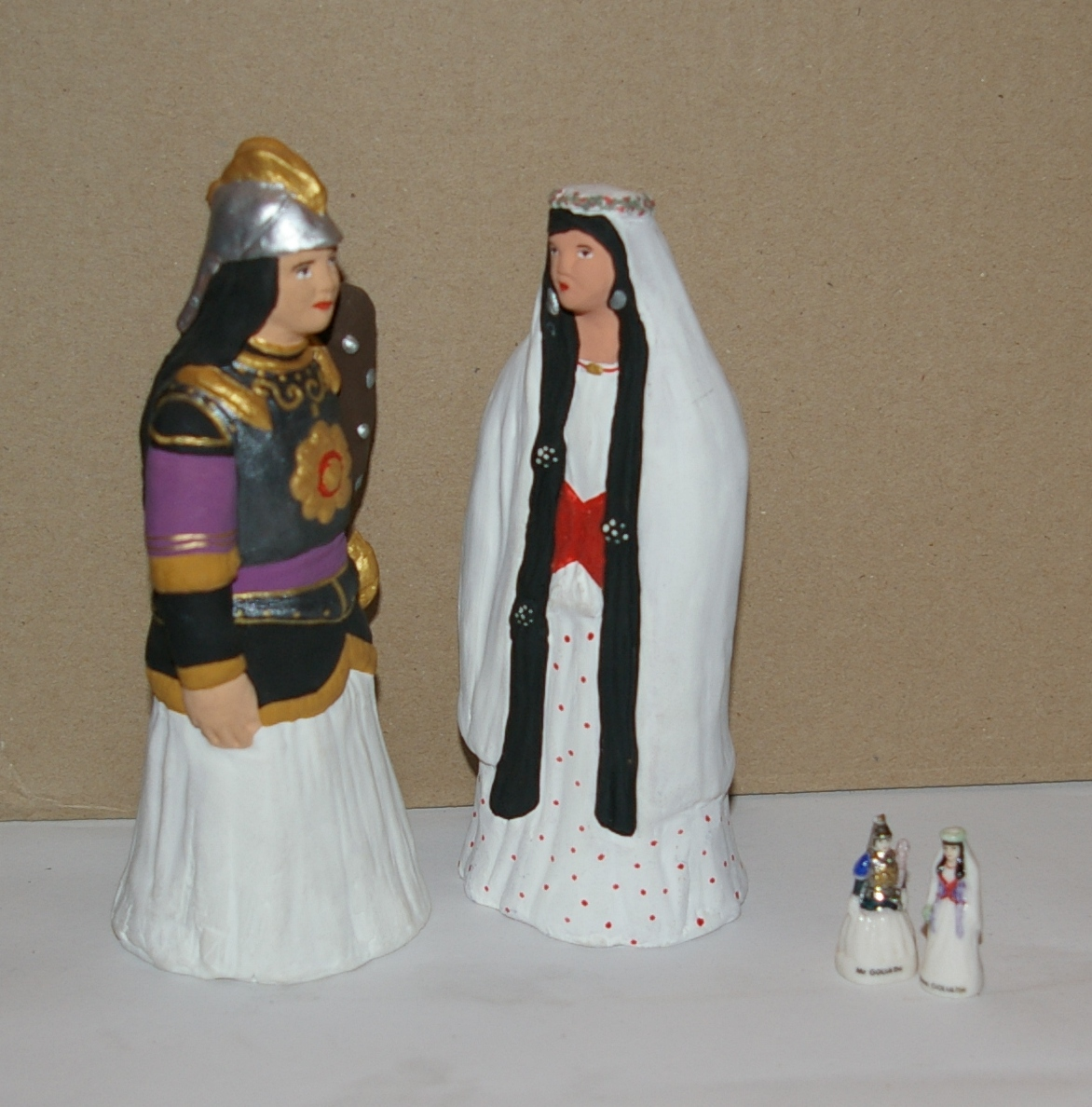
Santons et fèves représentant M. et Mme Goliath.

Deux colloques, réunissant des spécialistes venant de toute l'Europe, ont été organisés par le cercle d'histoire et d'archéologie d'Ath : en 1981 à l'occasion du 500e anniversaire de Goliath et en 2000 pour l'inauguration de la Maison des géants et le rassemblement international du 1er octobre.
Pendant l’année, un musée sur les géants (appelé « Maison des géants ») est ouvert au public. On y explique comment sont fabriqués les géants, l’historique de la fête, comment devenir porteur de géant, etc. Depuis 2003, la Maison des Géants collabore avec l'association française « la Ronde des Géants » pour éditer le calendrier des sorties de géants pour la Belgique et la France.
Il existe de nombreux produits dérivés de la ducasse d'Ath : CD, DVD, T-shirts, pins, bijoux, vaisselle, sacs à provisions, magnets, savons, fèves de la galette des rois, santons, appellations de bière (la « Gouyasse »),...
Des enseignes de commerces de la ville d'Ath font une référence explicite à la ducasse et ses géants : l'agence « Immobilière des Géants », la « Brasserie des géants », les cafés « Aux géants », « Le Goliath », « Le Tirant », etc. À l'approche du 4e dimanche d'août, les commerçants rivalisent d'ingéniosité et multiplient les allusions à la fête qui se prépare dans la décoration de leurs vitrines. Le club de football local s'appelle le « Royal Géant Athois » et évolue dans le « Stade des géants ».